# Liste in Betrieb befindlicher Schnellfahrstrecken
Dieser Artikel beinhaltet eine Liste in Betrieb befindlicher Schnellfahrstrecken für den Hochgeschwindigkeits-Eisenbahnverkehr. Der Datenstand der Liste ist der 1. November 2024.
Im Bau befindliche Schnellfahrstrecken sind in der Liste der in Bau befindlichen Schnellfahrstrecken aufgelistet. Geplante Vorhaben finden sich in der Liste geplanter Schnellfahrstrecken.

## Afrika

### Marokko
| Status            | Schnellfahrstrecke | Höchstgeschwindigkeit | Länge  | Inbetriebnahme    | Stromsystem  | Zugbeeinflussung | Nutzung durch         |
| ----------------- | ------------------ | --------------------- | ------ | ----------------- | ------------ | ---------------- | --------------------- |
| Neubau in Betrieb | Tanger–Kenitra     | 320 km/h              | 186 km | 15. November 2018 | 25 kV, 50 Hz | ETCS Level 1     | Al Boraq (TGV Duplex) |

## Asien

### China
| Status     | Schnellfahrstrecke                                               | Korridor                                                                             | Höchstgeschwindigkeit                       | Länge                    | Inbetriebnahme     | Stromsystem  | Zugbeeinflus-sung    | Nutzung durch                         |
| ---------- | ---------------------------------------------------------------- | ------------------------------------------------------------------------------------ | ------------------------------------------- | ------------------------ | ------------------ | ------------ | -------------------- | ------------------------------------- |
| In Betrieb | Qinshen PDL (Qinhuangdao–Shenyang)                               | Küstenkorridor                                                                       | 250 km/h                                    | 404 km                   | 12. Oktober 2003   | 25 kV, 50 Hz |                      | CRH-2, CRH-5                          |
| In Betrieb | Hening PDL (Hefei–Nanjing)                                       | Huhanrong PDL                                                                        | 250 km/h                                    | 148 km                   | 18. April 2008     | 25 kV, 50 Hz |                      | CRH-1, CRH-2                          |
| In Betrieb | Jingjin Intercity Line (Peking–Tianjin)                          | Jinghu PDL                                                                           | 350 km/h                                    | 118 km                   | 1. August 2008     | 25 kV, 50 Hz | CTCS-3               | Fuxing                                |
| In Betrieb | Jiaoji PDL (Qingdao–Jinan)                                       | Qingtai PDL                                                                          | 200 km/h                                    | 393 km                   | 20. Dezember 2008  | 25 kV, 50 Hz |                      |                                       |
| In Betrieb | Hewu PDL (Hefei–Wuhan)                                           | Huhanrong PDL                                                                        | 250 km/h                                    | 380 km                   | 1. April 2009      | 25 kV, 50 Hz |                      | CRH-1, CRH-2                          |
| In Betrieb | Shitai PDL (Shijiazhuang–Taiyuan)                                | Qingtai PDL                                                                          | 250 km/h                                    | 227 km                   | 4. April 2009      | 25 kV, 50 Hz |                      |                                       |
| In Betrieb | Suicheng PFL (Suining–Chengdu)                                   | Huhanrong PDL                                                                        | 200 km/h                                    | 151 km                   | 7. Juli 2009       | 25 kV, 50 Hz |                      |                                       |
| In Betrieb | Yongtaiwen (Ningbo–Wenzhou)                                      | Hangzhou–Fuzhou–Shenzhen PDL                                                         | 250 km/h                                    | 268 km                   | 28. September 2009 | 25 kV, 50 Hz |                      | CRH-1, CRH-2                          |
| In Betrieb | Wenfu (Wenzhou–Fuzhou)                                           | Hangzhou–Fuzhou–Shenzhen PDL                                                         | 250 km/h                                    | 298 km                   | 28. September 2009 | 25 kV, 50 Hz |                      | CRH-1, CRH-2                          |
| In Betrieb | Wuguang HSR (Wuhan–Guangzhou)                                    | Jinggang PDL                                                                         | 350 km/h                                    | 1.079 km                 | 26. Dezember 2009  | 25 kV, 50 Hz | CTCS-3               | Fuxing                                |
| In Betrieb | Fuxia PFL (Fuzhou–Xiamen)                                        | Küstenkorridor                                                                       | 250 km/h                                    | 234 km                   | 31. Dezember 2009  | 25 kV, 50 Hz |                      | CRH-1, CRH-2                          |
| In Betrieb | Zhengxi PDL (Zhengzhou–Xi’an)                                    | Xulan PDL                                                                            | 350 km/h                                    | 457 km + 28 km Anbindung | 6. Februar 2010    | 25 kV, 50 Hz |                      | CRH-2                                 |
| In Betrieb | Chengguan Intercity Railway (Chengdu–Dujiangyan)                 | Intercity Railway in der Agglomeration Chengdu                                       | 200 km/h                                    | 65 km                    | 12. Mai 2010       | 25 kV, 50 Hz |                      | CRH6A-A                               |
| In Betrieb | Huning Intercity Line (Shanghai–Nanjing)                         | Jinghu PDL                                                                           | 350 km/h                                    | 323 km                   | 1. Juli 2010       | 25 kV, 50 Hz |                      | CRH1B, CRH1E, CRH2A                   |
| In Betrieb | Changjiu Intercity Line (Nanchang–Jiujiang)                      | Peking–Hongkong/Taipeh-Korridor                                                      | 250 km/h                                    | 138 km                   | 20. September 2010 | 25 kV, 50 Hz | CTCS-2               | CRH-1, CRH-2                          |
| In Betrieb | Huhang PDL (Shanghai–Hangzhou)                                   | Hukun PDL (Shanghai–Kunming), Küstenkorridor                                         | 350 km/h                                    | 174 km                   | 26. Oktober 2010   | 25 kV, 50 Hz | CTCS-3               |                                       |
| In Betrieb | Hainan East Ring Intercity Line (Haikou–Sanya)                   | Baotou–Hainan-Korridor                                                               | 250 km/h                                    | 308 km                   | 30. Dezember 2010  | 25 kV, 50 Hz |                      | CRH1A-A, CR300AF, CRH6F-A             |
| In Betrieb | Guangzhou–Zhuhai Intercity Mass Rapid Transit (Guangzhou–Zhuhai) | Pearl River Delta Metropolitan Region Intercity Railway                              | 200 km/h                                    | 143 km                   | 7. Januar 2011     | 25 kV, 50 Hz | CTCS-2               | CRH6A                                 |
| In Betrieb | Changji Intercity Railway (Changchun–Jilin)                      | Intercity Railway                                                                    | 250 km/h                                    | 111 km                   | 10. Januar 2011    | 25 kV, 50 Hz | CTCS-2               | CRH5A                                 |
| In Betrieb | Jinghu HSR (Peking–Shanghai)                                     | Jinghu HSR                                                                           | Fuxing-Züge: 350 km/h übrige Züge: 300 km/h | 1.318 km                 | 30. Juni 2011      | 25 kV, 50 Hz |                      | CRH380A, CRH380B                      |
| In Betrieb | Guangshengang XRL (Guangzhou–Shenzhen)                           | Jinggang PDL                                                                         | 250 km/h                                    | 111 km                   | 26. Dezember 2011  | 25 kV, 50 Hz | CTCS-3               | Fuxing                                |
| In Betrieb | Longxia-Bahn (Longyan–Zhangzhou)                                 | Xiamen–Chongqing-Korridor                                                            | 200 km/h                                    | 114 km                   | 29. Juni 2012      | 25 kV, 50 Hz |                      |                                       |
| In Betrieb | Hanyi PDL (Wuhan–Yichang)                                        | Huhanrong PDL                                                                        | 200 km/h                                    | 293 km                   | 1. Juli 2012       | 25 kV, 50 Hz |                      |                                       |
| In Betrieb | Shiwu PDL (Zhengzhou–Wuhan)                                      | Jinggang PDL                                                                         | 350 km/h                                    | 536 km                   | 28. September 2012 | 25 kV, 50 Hz | CTCS-3               | Fuxing                                |
| In Betrieb | Hebeng HSR (Hefei–Bengbu)                                        | Ergänzung Jinghu PDL                                                                 | 350 km/h                                    | 132 km                   | 16. Oktober 2012   | 25 kV, 50 Hz |                      |                                       |
| In Betrieb | Hada HSR (Harbin–Dalian)                                         | Jingha HSR, Küstenkorridor                                                           | 350 km/h (Winter: 250 km/h)                 | 921 km                   | 1. Dezember 2012   | 25 kV, 50 Hz |                      |                                       |
| In Betrieb | Jingbao-Bahn (Hohot–Baotou)                                      | Peking–Lanzhou-Korridor                                                              | 200 km/h                                    | 146 km                   | 3. Dezember 2012   | 25 kV, 50 Hz |                      |                                       |
| In Betrieb | Jingshi HSR (Peking–Shijiazhuang)                                | Jinggang PDL                                                                         | 350 km/h                                    | 281 km                   | 26. Dezember 2012  | 25 kV, 50 Hz | CTCS-3               | Fuxing                                |
| In Betrieb | Shiwu HSR (Shijiazhuang–Zhengzhou)                               | Jinggang PDL                                                                         | 350 km/h                                    | 304 km                   | 26. Dezember 2012  | 25 kV, 50 Hz | CTCS-3               | Fuxing                                |
| In Betrieb | Ninghang Intercity Line (Nanjing–Hangzhou)                       | Peking–Shanghai-Korridor                                                             | 350 km/h                                    | 251 km                   | 1. Juli 2013       | 25 kV, 50 Hz | CTCS-3               |                                       |
| In Betrieb | Hangyong PDL (Hangzhou–Ningbo)                                   | Hangzhou–Fuzhou–Shenzhen PDL                                                         | 350 km/h                                    | 157 km                   | 1. Juli 2013       | 25 kV, 50 Hz |                      |                                       |
| In Betrieb | Pangying PDL (Panjin–Yingkou)                                    | Ergänzung zur Jingha HSR                                                             | 350 km/h                                    | 90 km                    | 12. September 2013 | 25 kV, 50 Hz |                      |                                       |
| In Betrieb | Changfu–Bahn (Nanchang–Fuzhou)                                   | Peking–Hongkong/Taipeh-Korridor                                                      | 200 km/h                                    | 547 km                   | 26. September 2013 | 25 kV, 50 Hz |                      |                                       |
| In Betrieb | Yongpu-Bahn (Yongtai–Putian)                                     | Peking–Hongkong/Taipeh-Korridor                                                      | 200 km/h                                    | 59 km                    | 26. September 2013 | 25 kV, 50 Hz |                      |                                       |
| In Betrieb | Jinqin HSR (Tianjin–Qinhuangdao)                                 | Küstenkorridor                                                                       | 350 km/h                                    | 262 km                   | 1. Dezember 2013   | 25 kV, 50 Hz |                      |                                       |
| In Betrieb | Hengliu Intercity Railway (Hengyang–Liuzhou)                     | Hohhot–Nanning-Korridor                                                              | 200 km/h                                    | 498 km                   | 28. Dezember 2013  | 25 kV, 50 Hz |                      |                                       |
| In Betrieb | Xibao PDL (Xi’an–Baoji)                                          | Xulan PDL                                                                            | 350 km/h                                    | 148 km                   | 28. Dezember 2013  | 25 kV, 50 Hz |                      |                                       |
| In Betrieb | Xiashen (Xiamen–Shenzhen)                                        | Hangzhou–Fuzhou–Shenzhen PDL                                                         | 250 km/h                                    | 502 km                   | 28. Dezember 2013  | 25 kV, 50 Hz |                      |                                       |
| In Betrieb | Wuxian Intercity Railway (Wuhan–Xianning)                        | Intercity Rail Agglomeration Wuhan                                                   | 250 km/h                                    | 76 km                    | 28. Dezember 2013  | 25 kV, 50 Hz |                      |                                       |
| In Betrieb | Liunan Intercity Railway (Liuzhou–Nanning)                       | Hohhot–Nanning-Korridor                                                              | 250 ;km/h                                   | 223 km                   | 28. Dezember 2013  | 25 kV, 50 Hz |                      |                                       |
| In Betrieb | SFS Qinzhou-Fangchenggang (Qinzhou–Fangchenggang)                | Küstenkorridor                                                                       | 250 km/h                                    | 100 km                   | 28. Dezember 2013  | 25 kV, 50 Hz |                      |                                       |
| In Betrieb | SFS Nanning–Qinzhou (Nanning–Qinzhou)                            | Baotou–Hainan-Korridor                                                               | 250 ;km/h                                   | 99 km                    | 28. Dezember 2013  | 25 kV, 50 Hz |                      |                                       |
| In Betrieb | SFS Qinzhou–Beihai (Qinzhou–Beihai)                              | Baotou–Hainan-Korridor                                                               | 250 km/h                                    | 63 km                    | 28. Dezember 2013  | 25 kV, 50 Hz |                      |                                       |
| In Betrieb | Yuli (Lichuan–Chongqing)                                         | Huhanrong PDL                                                                        | 200 km/h                                    | 264 km                   | 28. Dezember 2013  | 25 kV, 50 Hz |                      |                                       |
| In Betrieb | Chengguan Intercity Railway (Pixian–Pengzhou)                    | Intercity Rail Agglomeration Chengdu, Zweigstrecke nach Pengzhou                     | 200 km/h                                    | 21 km                    | 30. April 2014     | 25 kV, 50 Hz |                      |                                       |
| In Betrieb | Süd-Kanton-Bahn (Nanning–Guigang)                                | Guangzhou–Kunming-Korridor                                                           | 250 km/h                                    | 143 km                   | 18. April 2014     | 25 kV, 50 Hz |                      |                                       |
| In Betrieb | Wushi Intercity Line (Wuhan–Huangshi)                            | Jangtse-Korridor                                                                     | 250 km/h                                    | 91 km                    | 18. Juni 2014      | 25 kV, 50 Hz |                      |                                       |
| In Betrieb | Wugang Intercity railway (Gedian–Huanggang)                      | Zweigstrecke der Wushi Intercity Line                                                | 250 km/h                                    | 36 km                    | 18. Juni 2014      | 25 kV, 50 Hz |                      |                                       |
| In Betrieb | Daxi HSR (Taiyuan–Xi'an)                                         | Peking–Kunming-Korridor, Hohhot–Nanning-Korridor                                     | 250 km/h                                    | 571 km                   | 1. Juli 2014       | 25 kV, 50 Hz | CTCS-2, Test: CTCS-3 |                                       |
| In Betrieb | Hangchang PDL (Nanchang–Changsha)                                | Hukun PDL (Shanghai–Kunming)                                                         | 350 km/h                                    | 342 km                   | 16. September 2014 | 25 kV, 50 Hz |                      |                                       |
| In Betrieb | Hangchang PDL (Hangzhou–Nanchang)                                | Hukun PDL (Shanghai–Kunming)                                                         | 350 km/h                                    | 589 km                   | 10. Dezember 2014  | 25 kV, 50 Hz |                      |                                       |
| In Betrieb | Changkun PDL (Changsha–Xinhuang)                                 | Hukun PDL (Shanghai–Kunming)                                                         | 350 km/h                                    | 420 km                   | 16. Dezember 2014  | 25 kV, 50 Hz |                      |                                       |
| In Betrieb | Xicheng PDL (Chengdu–Jiangyou/Mianyang)                          | Peking–Kunming-Korridor                                                              | 250 km/h                                    | 314 km                   | 20. Dezember 2014  | 25 kV, 50 Hz |                      |                                       |
| In Betrieb | Chenggui PDL (Chengdu–Leshan–Emeishan)                           | Lanzhou–Guangzhou-Korridor                                                           | 250 km/h                                    | 162 km                   | 22. Dezember 2014  | 25 kV, 50 Hz |                      |                                       |
| In Betrieb | Lanxin PDL (Lanzhou–Ürümqi)                                      | Neue eurasische Kontinentalbrücke                                                    | 250 km/h                                    | 1.785 km                 | 26. Dezember 2014  | 25 kV, 50 Hz |                      |                                       |
| In Betrieb | Süd-Kanton-Bahn (Guigang–Guangzhou)                              | Guangzhou–Kunming-Korridor                                                           | 200 km/h                                    | 431 km                   | 26. Dezember 2014  | 25 kV, 50 Hz |                      |                                       |
| In Betrieb | Guiguang HSR (Guiyang–Guangzhou)                                 | Lanzhou–Guangzhou-Korridor                                                           | 250 km/h                                    | 860 km                   | 26. Dezember 2014  | 25 kV, 50 Hz |                      |                                       |
| In Betrieb | Zhengkai Intercity Railway (Zhengzhou–Kaifeng)                   | Intercity Railway in der Agglomeration Zhengzhou                                     | 200 km/h                                    | 50 km                    | 28. Dezember 2014  | 25 kV, 50 Hz |                      |                                       |
| In Betrieb | Qingrong Intercity Railway (Qingdao–Rongcheng)                   | Küstenkorridor                                                                       | 250 km/h                                    | 301 km                   | 28. Dezember 2014  | 25 kV, 50 Hz | CTCS-2               |                                       |
| In Betrieb | Shendan PDL (Shenyang–Dandong)                                   | Intercity Railway                                                                    | 250 km/h                                    | 207 km                   | 21. Januar 2015    | 25 kV, 50 Hz |                      |                                       |
| In Betrieb | Qingyan Direct Line (Ximoteng –Yantai)                           | Küstenkorridor, Zweigstrecke der Qingrong Intercity Railway                          | 250 km/h                                    | 19 km                    | 4. Februar 2015    | 25 kV, 50 Hz |                      |                                       |
| In Betrieb | Changkun PDL (Xinhuang–Guiyang)                                  | Hukun PDL (Shanghai–Kunming)                                                         | 350 km/h                                    | 286 km                   | 18. Juni 2015      | 25 kV, 50 Hz |                      |                                       |
| In Betrieb | Zhengtai HSR (Zhengzhou–Jiaozuo)                                 | Hohhot–Nanning-Korridor                                                              | 200 km/h                                    | 70 km                    | 26. Juni 2015      | 25 kV, 50 Hz |                      |                                       |
| In Betrieb | Hefu PDL (Hefei–Fuzhou)                                          | Peking–Hongkong/Taipeh-Korridor                                                      | 350 km/h                                    | 850 km                   | 28. Juni 2015      | 25 kV, 50 Hz |                      |                                       |
| In Betrieb | Haqi PDL (Harbin–Qiqihar)                                        | Suifenhe–Manjur-Korridor                                                             | 250 km/h                                    | 269 km                   | 17. August 2015    | 25 kV, 50 Hz |                      | CRH5A angepasst für Winterbetrieb     |
| In Betrieb | Jingjin Intercity Line (Tianjin–Binhai)                          | Verlängerung Jingjin Intercity Line in das Neubaugebiet Binhai in Tianjin            | 350 km/h                                    | 43 km                    | 20. September 2015 | 25 kV, 50 Hz |                      |                                       |
| In Betrieb | Jihun Intercity Line (Jilin–Hunchun)                             | Intercity Railway                                                                    | 250 km/h                                    | 359 km                   | 30. September 2015 | 25 kV, 50 Hz |                      |                                       |
| In Betrieb | Ningan Intercity Line (Nanjing–Anqing)                           | Jangtse-Korridor                                                                     | 250 km/h                                    | 224 km                   | 6. Dezember 2015   | 25 kV, 50 Hz |                      |                                       |
| In Betrieb | Nankun HSR (Nanning–Bose)                                        | Guangzhou–Kunming-Korridor                                                           | 250 km/h                                    | 224 km                   | 11. Dezember 2015  | 25 kV, 50 Hz |                      |                                       |
| In Betrieb | Danda Intercity Railway (Dandong–Dalian)                         | Küstenkorridor                                                                       | 200 km/h                                    | 292 km                   | 17. Dezember 2015  | 25 kV, 50 Hz |                      |                                       |
| In Betrieb | Chengyu PDL (Chengdu–Chongqing)                                  | Jangtse-Korridor                                                                     | 350 km/h                                    | 305 km                   | 26. Dezember 2015  | 25 kV, 50 Hz | CTCS-3               |                                       |
| In Betrieb | Jinwen-Bahn (Jinhua–Wenzhou)                                     | Nationale 1.-Klass-Eisenbahn                                                         | 200 km/h                                    | 189 km                   | 26. Dezember 2015  | 25 kV, 50 Hz |                      |                                       |
| In Betrieb | Ganruilong-Bahn (Ganzhou–Ruijin–Longyan)                         | Xiamen–Chongqing-Korridor                                                            | 200 km/h                                    | 249 km                   | 26. Dezember 2015  | 25 kV, 50 Hz |                      |                                       |
| In Betrieb | Jinba HSR (Tianjin–Bazhou)                                       | West-Ost-Verbindung ohne Zuordnung zu einem Korridor                                 | 250 km/h                                    | 73 km                    | 28. Dezember 2015  | 25 kV, 50 Hz |                      |                                       |
| In Betrieb | Baxu-Bahn (Bazhou–Xushui)                                        | West-Ost-Verbindung ohne Zuordnung zu einem Korridor                                 | 200 km/h                                    | 86 km                    | 28. Dezember 2015  | 25 kV, 50 Hz |                      |                                       |
| In Betrieb | Hainan Westring (Haikou–Sanya)                                   | Baotou–Hainan-Korridor                                                               | 200 km/h                                    | 345 km                   | 30. Dezember 2015  | 25 kV, 50 Hz |                      |                                       |
| In Betrieb | Guangshengang XRL (Shenzhen–Futian)                              | Jinggang PDL                                                                         | 200 km/h                                    | 9 km                     | 30. Dezember 2015  | 25 kV, 50 Hz | CTCS-3               |                                       |
| In Betrieb | Zhengji Intercity Railway (Zhengzhou–Flughafen Xinzheng)         | Intercity Railway in der Agglomeration Zhengzhou                                     | 200 km/h                                    | 39 km                    | 31. Dezember 2015  | 25 kV, 50 Hz |                      |                                       |
| In Betrieb | Guangfozhao Intercity Railway (Foshan–Zhaoqing)                  | Pearl River Delta Metropolitan Region Intercity Railway                              | 200 km/h                                    | 111 km                   | 30. März 2016      | 25 kV, 50 Hz | CTCS-2 +ATO GoA2     |                                       |
| In Betrieb | Guanhui Intercity Railway (Changping Ost–Huizhou)                | Pearl River Delta Metropolitan Region Intercity Railway                              | 200 km/h                                    | 53 km                    | 30. März 2016      | 25 kV, 50 Hz | CTCS-2 +ATO GoA2     |                                       |
| In Betrieb | Zhengxu PDL (Zhengzhou–Xuzhou)                                   | Xulan PDL                                                                            | 350 km/h                                    | 362 km                   | 10. September 2016 | 25 kV, 50 Hz |                      |                                       |
| In Betrieb | Yuwan Intercity Line (Chongqing–Wanzhou)                         | Jangtse-Korridor                                                                     | 250 km/h                                    | 248 km                   | 28. November 2016  | 25 kV, 50 Hz |                      |                                       |
| In Betrieb | Wuhan–Xiaogan Intercity Railway (Wuhan–Xiaogan)                  | Jangtse-Korridor                                                                     | 200 km/h                                    | 61 km                    | 1. Dezember 2016   | 25 kV, 50 Hz |                      |                                       |
| In Betrieb | Changzhutan Intercity Railway (Changsha–Zhuzhou–Xiangtan)        | Intercity Railway in der Agglomeration Changsha                                      | 200 km/h                                    | 98 km                    | 26. Dezember 2016  | 25 kV, 50 Hz |                      |                                       |
| In Betrieb | Changkun PDL (Guiyang–Kunming)                                   | Hukun PDL (Shanghai–Kunming)                                                         | 250 km/h                                    | 463 km                   | 28. Dezember 2016  | 25 kV, 50 Hz |                      |                                       |
| In Betrieb | Nankun HSR (Kunming–Bose)                                        | Guangzhou–Kunming-Korridor                                                           | 250 km/h                                    | 486 km                   | 28. Dezember 2016  | 25 kV, 50 Hz |                      |                                       |
| In Betrieb | Kunyu Intercity Railway (Kunming–Yuxi)                           | Nationale 1.-Klass-Eisenbahn                                                         | 200 km/h                                    | 88 km                    | 28. Dezember 2016  | 25 kV, 50 Hz |                      |                                       |
| In Betrieb | Wujiu HSR (Daye–Yangxin)                                         | Jangtse-Korridor                                                                     | 250 km/h                                    | 37 km                    | 12. Juni 2017      | 25 kV, 50 Hz |                      |                                       |
| In Betrieb | Baolan PDL (Baoji–Lanzhou)                                       | Xulan PDL                                                                            | 250 km/h                                    | 401 km                   | 9. Juli 2017       | 25 kV, 50 Hz |                      |                                       |
| In Betrieb | Jingbao-Bahn (Hohot–Ulanqab)                                     | Peking–Lanzhou-Korridor                                                              | 250 km/h                                    | 128 km                   | 3. August 2017     | 25 kV, 50 Hz |                      |                                       |
| In Betrieb | Wujiu HSR (Yangxin–Jiujiang)                                     | Jangtse-Korridor                                                                     | 250 km/h                                    | 82 km                    | 15. August 2017    | 25 kV, 50 Hz |                      |                                       |
| In Betrieb | Xi’an–Jiangyou                                                   | Xicheng PDL                                                                          | 250 km/h                                    | 510 km                   | 6. Dezember 2017   | 25 kV, 50 Hz |                      |                                       |
| In Betrieb | Huaixiao-Verbindungsstrecke (Huaibei–Xiaoxian)                   | Anbindung von Huaibei an die SFS Xuzhou–Lanzhou                                      | 250 km/h                                    | 25 km                    | 28. Dezember 2017  | 25 kV, 50 Hz |                      |                                       |
| In Betrieb | Shiji PDL (Shijiazhuang–Jinan)                                   | Qingtai PDL                                                                          | 250 km/h                                    | 319 km                   | 28. Dezember 2017  | 25 kV, 50 Hz |                      |                                       |
| In Betrieb | Jiujingqu-Bahn (Quzhou–Jiujiang)                                 | Nationale 1.-Klass-Eisenbahn                                                         | 200 km/h                                    | 334 km                   | 28. Dezember 2017  | 25 kV, 50 Hz |                      |                                       |
| In Betrieb | Guanhui Intercity Railway (Dongguan–Changping Ost)               | Pearl River Delta Metropolitan Region Intercity Railway                              | 200 km/h                                    | 5 km                     | 28. Dezember 2017  | 25 kV, 50 Hz | CTCS-2 +ATO GoA2     |                                       |
| In Betrieb | Changsha West Intercity Line (Changsha West–Changsha)            | Intercity Railway in der Agglomeration Changsha                                      | 200 km/h                                    | 22 km                    | 28. Dezember 2017  | 25 kV, 50 Hz |                      |                                       |
| In Betrieb | Chongqing–Guizhou-Bahn (Chongqing–Guiyang)                       | Baotou–Hainan-Korridor                                                               | 200 km/h                                    | 380 km                   | 25. Januar 2018    | 25 kV, 50 Hz |                      |                                       |
| In Betrieb | Shenzhen–Zhanjiang-Bahn (Jiangmen–Zhanjiang)                     | Küstenkorridor                                                                       | 200 km/h                                    | 355 km                   | 1. Juli 2018       | 25 kV, 50 Hz |                      |                                       |
| In Betrieb | Shenzhen–Zhanjiang-Bahn (Xinhui–Jiangmen)                        | Küstenkorridor                                                                       | 200 km/h                                    | 3 km                     | 1. Juli 2018       | 25 kV, 50 Hz |                      |                                       |
| In Betrieb | Kunchu–Schnellfahrstrecke (Kunming–Dali)                         | Kunming–Singapore Railway                                                            | 200 km/h                                    | 291 km                   | 1. Juli 2018       | 25 kV, 50 Hz |                      | CRH2A, CRH380A                        |
| In Betrieb | Guangshengang XRL (Futian–Hongkong)                              | Jinggang PDL                                                                         | 200 km/h                                    | 26 km                    | 23. September 2018 | 25 kV, 50 Hz | CTCS-3               |                                       |
| In Betrieb | Daxi HSR (Yuanping–Taiyuan)                                      | Peking–Kunming-Korridor, Hohhot–Nanning-Korridor                                     | 200 km/h                                    | 111 km                   | 28. September 2018 | 25 kV, 50 Hz |                      |                                       |
| In Betrieb | Hajia–Schnellfahrstrecke (Harbin–Jiamusi)                        | Nationale 1.-Klass-Eisenbahn                                                         | 200 km/h                                    | 343 km                   | 30. September 2018 | 25 kV, 50 Hz |                      |                                       |
| In Betrieb | Haqi PDL (Harbin–Harbin Nord)                                    | Suifenhe–Manjur-Korridor                                                             | 200 km/h                                    | 13 km                    | 30. September 2018 | 25 kV, 50 Hz |                      |                                       |
| In Betrieb | Huanghuang HSR (Hangzhou–Huangshan)                              | Verbindung von Shanghai zum Peking–Hongkong/Taipeh-Korridor                          | 200 km/h                                    | 272 km                   | 25. Dezember 2018  | 25 kV, 50 Hz |                      |                                       |
| In Betrieb | Harbin-Mudanjiang HSR (Harbin–Mudanjiang)                        | Suifenhe–Manjur-Korridor                                                             | 250 km/h                                    | 293 km                   | 25. Dezember 2018  | 25 kV, 50 Hz |                      |                                       |
| In Betrieb | Qingyan-Bahn (Qingdao–Yancheng)                                  | Küstenkorridor                                                                       | 200 km/h                                    | 429 km                   | 26. Dezember 2018  | 25 kV, 50 Hz |                      |                                       |
| In Betrieb | Huaiheng-Bahn (Huaihua–Hengyang)                                 | Nationale 1.-Klass-Eisenbahn                                                         | 200 km/h                                    | 314 km                   | 26. Dezember 2018  | 25 kV, 50 Hz |                      |                                       |
| In Betrieb | Jiaoji HSR (Qingdao–Jinan)                                       | Qingtai HSR, Küstenkorridor                                                          | 350 km/h                                    | 308 km                   | 26. Dezember 2018  | 25 kV, 50 Hz |                      | CRH-2                                 |
| In Betrieb | Qihe-Verbindungsbahn (Qihe–Jinan West)                           | Verbindung zwischen der SFS Qingdao–Taiyuan und der SFS Peking–Shanghai              | 200 km/h                                    | 21 km                    | 26. Dezember 2018  | 25 kV, 50 Hz |                      |                                       |
| In Betrieb | Beixindian-Verbindungsbahn (Wulitang–Jinan Ost)                  | Verbindung zwischen der SFS Qingdao–Taiyuan und Jinan Ost                            | 200 km/h                                    | 21 km                    | 26. Dezember 2018  | 25 kV, 50 Hz |                      |                                       |
| In Betrieb | Jiyu-Bahn (Jishou–Tongren)                                       | Nationale 1.-Klass-Eisenbahn                                                         | 200 km/h                                    | 48 km                    | 26. Dezember 2018  | 25 kV, 50 Hz |                      |                                       |
| In Betrieb | Chengya-Bahn (Chengdu–Chaoyanghu)                                | Nationale 1.-Klass-Eisenbahn                                                         | 200 km/h                                    | 100 km                   | 26. Dezember 2018  | 25 kV, 50 Hz |                      |                                       |
| In Betrieb | Nanlong-Bahn (Nanping–Longyan)                                   | Nationale 1.-Klass-Eisenbahn                                                         | 200 km/h                                    | 247 km                   | 29. Dezember 2018  | 25 kV, 50 Hz |                      |                                       |
| In Betrieb | Xintong HSR (Xinmin–Tongliao)                                    | SFS der Inneren Mongolei                                                             | 250 km/h                                    | 197 km                   | 29. Dezember 2018  | 25 kV, 50 Hz |                      |                                       |
| In Betrieb | Jingshen HSR (Chengde–Shenyang)                                  | Jingha HSR, Peking-Harbin- und Peking–Hongkong/Macau-Korridor                        | 350 km/h                                    | 506 km                   | 29. Dezember 2018  | 25 kV, 50 Hz |                      |                                       |
| In Betrieb | Chenggui PDL (Leshan–Yibin)                                      | Lanzhou–Guangzhou-Korridor                                                           | 250 km/h                                    | 141 km                   | 15. Juni 2019      | 25 kV, 50 Hz |                      |                                       |
| In Betrieb | Shanghehang HSR (Shangqiu–Hefei)                                 | Peking–Hongkong/Taipeh-Korridor (teilweise)                                          | 350 km/h                                    | 378 km                   | 1. September 2019  | 25 kV, 50 Hz |                      |                                       |
| In Betrieb | Jingxiong Intercity Railway (Liying–Flughafen Peking-Daxing)     | Flughafenzubringer in Peking                                                         | 200 km/h                                    | 32 km                    | 26. September 2019 | 25 kV, 50 Hz |                      |                                       |
| In Betrieb | Meishan–Bahn (Meizhou–Chaoshan)                                  |                                                                                      | 200 km/h                                    | 122 km                   | 11. Oktober 2019   | 25 kV, 50 Hz |                      |                                       |
| In Betrieb | Rilan HSR (Rizhao–Qufu)                                          |                                                                                      | 350 km/h                                    | 226 km                   | 26. November 2019  | 25 kV, 50 Hz |                      |                                       |
| In Betrieb | Wuhan–Xiaogan Intercity Railway (Xiaogan–Yunmeng)                | Jangtse-Korridor                                                                     | 250 km/h                                    | 21 km                    | 29. November 2019  | 25 kV, 50 Hz |                      |                                       |
| In Betrieb | Wuxi HSR (Yunmeng–Shiyan)                                        | Jangtse-Korridor (teilweise)                                                         | 350 km/h                                    | 377 km                   | 29. November 2019  | 25 kV, 50 Hz |                      |                                       |
| In Betrieb | Zhengyu HSR (Zhengzhou–Xiangyang)                                | Zhengwan PDL, Hohhot–Nanning-Korridor                                                | 350 km/h                                    | 389 km                   | 1. Dezember 2019   | 25 kV, 50 Hz |                      |                                       |
| In Betrieb | Zhengfu HSR (Zhengzhou–Fuyang)                                   |                                                                                      | 350 km/h                                    | 280 km                   | 1. Dezember 2019   | 25 kV, 50 Hz |                      |                                       |
| In Betrieb | Xuyan HSR (Xuzhou–Yancheng)                                      |                                                                                      | 250 km/h                                    | 313 km                   | 16. Dezember 2019  | 25 kV, 50 Hz |                      |                                       |
| In Betrieb | Lianzhen PDL (Dongji–Huai’an)                                    |                                                                                      | 250 km/h                                    | 105 km                   | 16. Dezember 2019  | 25 kV, 50 Hz |                      |                                       |
| In Betrieb | Chenggui PDL (Yibin–Guiyang)                                     | Lanzhou–Guangzhou-Korridor                                                           | 250 km/h                                    | 372 km                   | 16. Dezember 2019  | 25 kV, 50 Hz |                      |                                       |
| In Betrieb | Changgan HSR (Nanchang–Ganzhou)                                  | Peking–Hongkong/Taipeh-Korridor                                                      | 350 km/h                                    | 385 km                   | 26. Dezember 2019  | 25 kV, 50 Hz |                      |                                       |
| In Betrieb | Qianchang-Bahn (Qianjiang (Chongqing)–Changde)                   | Xiamen–Chongqing-Korridor                                                            | 200 km/h                                    | 336 km                   | 26. Dezember 2019  | 25 kV, 50 Hz |                      |                                       |
| In Betrieb | Yinlan HSR (Yinchuan–Zhongwei)                                   | Peking–Lanzhou-Korridor                                                              | 250 km/h                                    | 207 km                   | 29. Dezember 2019  | 25 kV, 50 Hz |                      |                                       |
| In Betrieb | Jingzhang Intercity Railway (Peking–Zhangjiakou–Ulanqab)         | Peking–Lanzhou-Korridor                                                              | 350 km/h                                    | 333 km                   | 30. Dezember 2019  | 25 kV, 50 Hz | CTCS-3 +ATO GoA2     | CR400BF-G, CR400BF-C                  |
| In Betrieb | Chongli-Bahn (Xiahuayuan–Taizicheng)                             | Zweigstrecke des Peking–Lanzhou-Korridors zum olympischen Dorf der Winterspiele 2022 | 250 km/h                                    | 56 km                    | 30. Dezember 2019  | 25 kV, 50 Hz |                      | CR400BF-G, CR400BF-C                  |
| In Betrieb | Dazhang PDL (Datong–Huai’an)                                     | Peking–Kunming-Korridor                                                              | 250 km/h                                    | 134 km                   | 30. Dezember 2019  | 25 kV, 50 Hz |                      |                                       |
| In Betrieb | Kazuo–Chifeng HSR (Kazuo–Chifeng)                                | SFS der Inneren Mongolei                                                             | 250 km/h                                    | 156 km                   | 1. Juli 2020       | 25 kV, 50 Hz |                      |                                       |
| In Betrieb | Shanghehang HSR (Hefei–Hangzhou)                                 | Peking–Shanghai-Korridor                                                             | 350 km/h                                    | 417 km                   | 28. Juni 2020      | 25 kV, 50 Hz |                      |                                       |
| In Betrieb | Tonghu-Bahn (Nantong–Shanghai)                                   | Küstenkorridor                                                                       | 200 km/h                                    | 143 km                   | 1. Juli 2020       | 25 kV, 50 Hz |                      |                                       |
| In Betrieb | Anli PDL (Anshun–Shuicheng)                                      | Zweigstrecke der Hukun PDL (Shanghai–Kunming)                                        | 250 km/h                                    | 120 km                   | 8. Juli 2020       | 25 kV, 50 Hz |                      |                                       |
| In Betrieb | Guangqing Intercity Rail (Guangzhou–Qingyuan)                    | Pearl River Delta Metropolitan Region Intercity Railway                              | 200 km/h                                    | 38 km                    | 30. November 2020  | 25 kV, 50 Hz |                      | CRH6A                                 |
| In Betrieb | Weifang–Laixi HSR (Weifang–Laixi)                                | Küstenkorridor                                                                       | 350 km/h                                    | 128 km                   | 26. November 2020  | 25 kV, 50 Hz |                      |                                       |
| In Betrieb | Lianzhen PDL (Huai’an–Zhenjiang)                                 | Peking–Shanghai-Korridor                                                             | 250 km/h                                    | 199 km                   | 11. Dezember 2020  | 25 kV, 50 Hz |                      |                                       |
| In Betrieb | Zhengtai HSR (Jiaozuo–Taiyuan)                                   | Hohhot–Nanning-Korridor                                                              | 250 km/h                                    | 362 km                   | 12. Dezember 2020  | 25 kV, 50 Hz | CTCS-2               | CRH2, CRH6A, CRH380A, CRH380B, Fuxing |
| In Betrieb | Hean HSR (Hefei–Anqing)                                          | Peking–Hongkong/Taipeh-Korridor                                                      | 350 km/h                                    | 191 km                   | 22. Dezember 2020  | 25 kV, 50 Hz | CTCS-2               | CRH380B, Fuxing CR400BF               |
| In Betrieb | Fuping-Bahn (Fuzhou–Pingtan)                                     | Peking–Hongkong/Taipeh-Korridor                                                      | 200 km/h                                    | 83 km                    | 26. Dezember 2020  | 25 kV, 50 Hz |                      |                                       |
| In Betrieb | Yinxi HSR (Yinchuan–Xi’an)                                       | Baotou–Hainan-Korridor                                                               | 250 km/h                                    | 543 km                   | 26. Dezember 2020  | 25 kV, 50 Hz | CTCS-3               | Fuxing CRH380BF, CRH380B, CRH5G       |
| In Betrieb | Jingxiong Intercity Railway (Flughafen Peking-Daxing–Xiong’an)   | Stichstrecke südlich von Peking                                                      | 350 km/h                                    | 59 km                    | 27. Dezember 2020  | 25 kV, 50 Hz |                      |                                       |
| In Betrieb | Yantong HSR (Yancheng–Nantong)                                   | Küstenkorridor                                                                       | 350 km/h                                    | 158 km                   | 30. Dezember 2020  | 25 kV, 50 Hz |                      |                                       |
| In Betrieb | Xiantao Intercity Line (Xiantao–Dafu)                            | Anbindung von Xiantao an die Hukun PDL (Shanghai–Kunming)                            | 200 km/h                                    | 17 km                    | 26. Dezember 2020  | 25 kV, 50 Hz |                      |                                       |
| In Betrieb | Jingshen HSR (Peking–Chengde)                                    | Jingha HSR, Peking-Harbin- und Peking–Hongkong/Macau-Korridor                        | 350 km/h                                    | 178 km                   | 22. Januar 2021    | 25 kV, 50 Hz |                      |                                       |
| In Betrieb | Xulian HSR (Xuzhou–Lianyungang)                                  | östliche Verlängerung der Xulan PDL                                                  | 350 km/h                                    | 180 km                   | 8. Februar 2021    | 25 kV, 50 Hz |                      |                                       |
| In Betrieb | Mianlu HSR (Neijiang–Zigong–Luzhou)                              | Zweigstrecke Jangtse-Korridor                                                        | 250 km/h                                    | 131 km                   | 28. Juni 2021      | 25 kV, 50 Hz |                      |                                       |
| In Betrieb | Chaoling HSR (Chaoyang–Linghai)                                  | Querverbindung zwischen der SFS Peking–Harbin und dem Küstenkorridor                 | 350 km/h                                    | 107 km                   | 3. August 2021     | 25 kV, 50 Hz |                      |                                       |
| In Betrieb | Zhangjihuai HSR (Zhangjiajie–Jishou–Huaihua)                     | Querverbindung zwischen Hukun PDL (Shanghai–Kunming) und Xiamen–Chongqing-Korridor   | 350 km/h                                    | 247 km                   | 6. Dezember 2021   | 25 kV, 50 Hz |                      |                                       |
| In Betrieb | Mujia PDL (Mudanjiang–Jiamusi)                                   | PDL in Heilongjiang                                                                  | 250 km/h                                    | 372 km                   | 6. Dezember 2021   | 25 kV, 50 Hz |                      |                                       |
| In Betrieb | Ganzhou–Shenzhen                                                 | Peking-Harbin- und Peking–Hongkong/Macau-Korridor                                    | 350 km/h                                    | 436 km                   | 10. Dezember 2021  | 25 kV, 50 Hz |                      |                                       |
| In Betrieb | Anqing–Jiujiang                                                  | Peking–Hongkong/Taipeh-Korridor                                                      | 350 km/h                                    | 176 km                   | 30. Dezember 2021  | 25 kV, 50 Hz |                      |                                       |
| In Betrieb | Changbaishan–Dunhua                                              | Shenyang-Jiamusi HSR                                                                 | 250 km/h                                    | 99 km                    | 24. Dezember 2021  | 25 kV, 50 Hz |                      |                                       |
| In Betrieb | Rilan HSR (Qufu–Heze)                                            |                                                                                      | 350 km/h                                    | 161 km                   | 26. Dezember 2021  | 25 kV, 50 Hz |                      |                                       |
| In Betrieb | Hangzhoutai HSR (Hangzhou–Shaoxing–Taizhou)                      | erste als in Public-Private-Partnership gebaute SFS in China                         | 350 km/h                                    | 267 km                   | 8. Januar 2022     | 25 kV, 50 Hz |                      |                                       |
| In Betrieb | Hohang-Bahn (Huzhou–Hangzhou)                                    | Umgehungsstrecke von Hangzhou                                                        | 350 km/h                                    | 138 km                   | 14. Januar 2022    | 25 kV, 50 Hz |                      |                                       |
| In Betrieb | Fuxia HSR (Fuzhou–Zhangzhou)                                     | Küstenkorridor                                                                       | 350 km/h                                    | 278 km                   | 26. Oktober 2023   | 25 kV, 50 Hz |                      |                                       |

### Indonesien
| Status     | Schnellfahrstrecke | Höchstgeschwindigkeit | Länge    | Inbetriebnahme | Stromsystem  | Zugbeeinflussung | Nutzung durch  |
| ---------- | ------------------ | --------------------- | -------- | -------------- | ------------ | ---------------- | -------------- |
| In Betrieb | Jakarta–Bandung    | 350 km/h              | 142,3 km | 2023           | 25 kV, 50 Hz |                  | CR400AF Fuxing |

### Japan
| Status     | Schnellfahrstrecke                             | Höchstgeschwindigkeit | Länge  | Inbetriebnahme       | Stromsystem                                                        | Zugbeeinflussung | Nutzung durch |
| ---------- | ---------------------------------------------- | --------------------- | ------ | -------------------- | ------------------------------------------------------------------ | ---------------- | ------------- |
| In Betrieb | Tōkaidō-Shinkansen, Tokio–Shin Ōsaka           | 285 km/h              | 515 km | 1964                 | 25 kV, 60 Hz                                                       | ATC−NS           | Shinkansen    |
| In Betrieb | San’yō-Shinkansen, Shin Ōsaka–Hakata           | 300 km/h              | 554 km | 1972–1975            | 25 kV, 60 Hz                                                       | ATC−1            | Shinkansen    |
| In Betrieb | Tōhoku-Shinkansen, Tokio–Shin Aomori           | 320 km/h              | 675 km | in Etappen 1982–2010 | 25 kV, 50 Hz                                                       | DS-ATC           | Shinkansen    |
| In Betrieb | Jōetsu-Shinkansen, Ōmiya–Niigata               | 275 km/h              | 270 km | 1982                 | 25 kV, 50 Hz                                                       | DS-ATC           | Shinkansen    |
| In Betrieb | Nagano-Shinkansen, Takasaki–Nagano             | 260 km/h              | 117 km | 1997                 | 25 kV, 50 Hz (Takasaki–Karuizawa), 25 kV, 60 Hz (Karuizawa–Nagano) | ATC-2            | Shinkansen    |
| In Betrieb | Kyūshū-Shinkansen, Hakata–Kagoshima-Chūō       | 260 km/h              | 257 km | 2004–2011            | 25 kV, 60 Hz                                                       | KS-ATC           | Shinkansen    |
| In Betrieb | Hokuriku-Shinkansen, Nagano–Kanazawa           | 260 km/h              | 228 km | 2014                 | 25 kV, 60 Hz                                                       | DS-ATC           | Shinkansen    |
| In Betrieb | Hokkaidō-Shinkansen, Shin Aomori–Shin Hakodate | 260 km/h              | 149 km | 2016                 | 25 kV, 50 Hz                                                       |                  | Shinkansen    |
| In Betrieb | Kyūshū-Shinkansen, Takeo-Onsen–Nagasaki        | 260 km/h              | 66 km  | 2022                 | 20 kV, 60 Hz                                                       |                  | Shinkansen    |
| In Betrieb | Hokuriku-Shinkansen, Kanazawa–Tsuruga          | 260 km/h              | 137 km | 2024                 | 25 kV, 60 Hz                                                       |                  | Shinkansen    |

### Saudi-Arabien
| Status            | Schnellfahr-strecke               | Höchst-geschwindigkeit                                                 | Länge                                                         | Inbetriebnahme                                          | Stromsystem  | Zugbeeinflussung | Nutzung durch                         |
| ----------------- | --------------------------------- | ---------------------------------------------------------------------- | ------------------------------------------------------------- | ------------------------------------------------------- | ------------ | ---------------- | ------------------------------------- |
| Neubau in Betrieb | Haramain Express (Mekka–Medina)   | 300 km/h                                                               | 453 km                                                        | 31. Dez. 2017 (technisch) 11. Okt. 2018 Personenverkehr | 25 kV, 50 Hz | ETCS Level 2     | Talgo 350 SRO                         |
| Ausbau in Betrieb | Dammam-Riad-Linie 1 (Dammam–Riad) | 200 km/h Abschnitt Hofuf–Riad (Fahrzeit 2023: 4:02 Std.; Ziel: 3 Std.) | 449 km                                                        | 2012 2015 zweigleisig mit HGV                           | Diesel       | ETCS Level 1     | CAF Mc mit vier Wagen und Steuerwagen |
| Neubau in Betrieb | Nord-Süd-Linie (al-Hadītha–Riad)  | 250 km/h (Trassierung) 200 km/h Personenverkehr Riad–Ha'il             | 2.400 km Güterverkehr 995 km Personenverkehr Riad–Al-Qurayyat | 2015 Güterverkehr 2017 Personenverkehr                  | Diesel       | ETCS Level 2     | CAF Mc mit neun Wagen und CAF Mc      |

### Südkorea
| Status     | Schnellfahrstrecke                                                           | Höchstgeschwindigkeit | Länge    | Inbetriebnahme | Stromsystem  | Zugbeeinflussung | Nutzung durch    |
| ---------- | ---------------------------------------------------------------------------- | --------------------- | -------- | -------------- | ------------ | ---------------- | ---------------- |
| In Betrieb | Schnellfahrstrecke Gyeongbu (1.) Seoul (Abzw. Siheung)–Daegu (Abzw. Sindong) | 305 km/h              | 223,6 km | 2004           | 25 kV, 60 Hz | TVM/SEI          | SRT, KTX, KTX-II |
| In Betrieb | Schnellfahrstrecke Gyeongbu (2.) Daegu (Ostbf)–Busan (Hbf)                   | 305 km/h              | 122,8 km | 2010           | 25 kV, 60 Hz | TVM/SEI          | SRT, KTX, KTX-II |
| In Betrieb | Ausbaustrecke Jeolla Iksan–Yeosu (Expo Bf)                                   | 230 km/h              | 180,4 km | 2011           | 25 kV, 60 Hz | ETCS             | KTX, KTX-II      |
| In Betrieb | Schnellfahrstrecke Honam (1.) Osong–Gwangju (Songjeong Bf)                   | 305 km/h              | 182,3 km | 2015           | 25 kV, 60 Hz | TVM/SEI          | SRT, KTX, KTX-II |
| In Betrieb | Schnellfahrstrecke Gyeongbu (3.) Daejeon Innenstadt–Daegu Innenstadt         | 305 km/h              | 45,3 km  | 2015           | 25 kV, 60 Hz | TVM/SEI          | SRT, KTX, KTX-II |
| In Betrieb | Schnellfahrstrecke Suseo–Pyeongtaek: Seoul (Suseo Bf)–Pyeongtaek (Abzw.)     | 305 km/h              | 61,1 km  | 2016           | 25 kV, 60 Hz | TVM/SEI          | SRT              |
| In Betrieb | Neubaustrecke Gyeonggang: Wonju (Westbf)–Gangneung (Hbf)                     | 250 km/h              | 120,7 km | 2017           | 25 kV, 60 Hz | ETCS, TVM/SEI    | KTX-II, EMU-250  |

### Taiwan
| Status     | Schnellfahrstrecke                       | Höchstgeschwindigkeit | Länge  | Inbetriebnahme | Stromsystem  | Zugbeeinflussung | Nutzung durch            |
| ---------- | ---------------------------------------- | --------------------- | ------ | -------------- | ------------ | ---------------- | ------------------------ |
| In Betrieb | Taiwan High Speed Rail, Taipeh–Kaohsiung | 300 km/h              | 345 km | 2007           | 25 kV, 60 Hz | D-ATC            | Shinkansen-Baureihe 700T |

### Türkei
| Status     | Schnellfahrstrecke       | Höchstgeschwindigkeit | Länge  | Inbetriebnahme                              | Stromsystem  | Zugbeeinflussung | Nutzung durch    |
| ---------- | ------------------------ | --------------------- | ------ | ------------------------------------------- | ------------ | ---------------- | ---------------- |
| In Betrieb | Ankara–Pendik (Istanbul) | 250 km/h              | 533 km | 2009 Esenkent–Eskişehir, 2014 Gesamtstrecke | 25 kV, 50 Hz | ETCS Level 1     | HT65000, HT80000 |
| In Betrieb | Polatlı–Konya            | 250 km/h              | 212 km | 2011                                        | 25 kV, 50 Hz | ETCS Level 1     | HT65000, HT80000 |
| In Betrieb | Konya–Karaman            | 200 km/h              | 102 km | 2022                                        | 25 kV, 50 Hz | ETCS Level 1     | HT65000, HT80000 |
| In Betrieb | Ankara–Sivas             | 250 km/h              | 405 km | 2023                                        | 25 kV, 50 Hz | ETCS Level 1     | HT65000, HT80000 |

### Usbekistan
| Status     | Schnellfahrstrecke          | Höchstgeschwindigkeit | Länge  | Inbetriebnahme                               | Stromsystem | Zugbeeinflussung | Nutzung durch         |
| ---------- | --------------------------- | --------------------- | ------ | -------------------------------------------- | ----------- | ---------------- | --------------------- |
| In Betrieb | Taschkent–Samarkand–Buchara | 250 km/h              | 600 km | 2011 Taschkent–Samarkand, 2016 Gesamtstrecke | 25 kV       |                  | Afrosiyob (Talgo 250) |

## Europa

### Belgien, Niederlande
| Status            | Schnellfahr-strecke                                  | Höchstgeschwindigkeit | Länge  | Inbetriebnahme | Stromsystem  | Zugbeeinflussung | Nutzung durch         |
| ----------------- | ---------------------------------------------------- | --------------------- | ------ | -------------- | ------------ | ---------------- | --------------------- |
| Neubau in Betrieb | HSL 1, Brüssel–Lille (Anschluss an LGV Nord)         | 300 km/h              | 88 km  | 1997           | 25 kV, 50 Hz | TVM430           | TGV, Eurostar, Thalys |
| Neubau in Betrieb | HSL 2, Löwen–Ans (Strecke Brüssel–Lüttich)           | 300 km/h              | 62 km  | 2002           | 25 kV, 50 Hz | TBL2             | ICE 3neo, Thalys, IC  |
| Neubau in Betrieb | HSL 3, Chênée–Walhorn (Strecke Lüttich–Aachen)       | 260 km/h              | 42 km  | 2009           | 25 kV, 50 Hz | ETCS Level 2     | ICE 3neo, Thalys      |
| Neubau in Betrieb | HSL 4, Antwerpen–Grenze B/NL (Anschluss an HSL-Zuid) | 300 km/h              | 40 km  | 2009           | 25 kV, 50 Hz | ETCS Level 2     | Eurostar, Thalys, IC  |
| Neubau in Betrieb | HSL-Zuid Grenze B/NL–Rotterdam–Amsterdam             | 300 km/h              | 125 km | 2009           | 25 kV, 50 Hz | ETCS Level 2     | Thalys, Eurostar      |

### Dänemark
| Status            | Schnellfahrstrecke                                    | Höchstgeschwindigkeit         | Länge   | Inbetriebnahme           | Stromsystem            | Zugbeeinflussung | Nutzung durch                                     |
| ----------------- | ----------------------------------------------------- | ----------------------------- | ------- | ------------------------ | ---------------------- | ---------------- | ------------------------------------------------- |
| Neubau in Betrieb | Peberholm–Öresundbrücke (Bahnstrecke København–Malmö) | 200 km/h                      | 7 km    | 2000                     | 25 kV, 50 Hz           | Schwedische ATC  | X2, EuroNight nach Berlin, Regionalverkehr, Güter |
| Neubau in Betrieb | København–Ringsted                                    | 200 km/h (Vigerslev–Ringsted) | 60 km   | ETCS seit 11. April 2023 | 25 kV, 50 Hz           | ETCS Level 2     | Fern- und Regionalverkehr, Güter                  |
| Ausbau in Betrieb | Hobro, km 207,5–Skørping (Bahnstrecke Randers–Alborg) | 200 km/h                      | 14,1 km | Juli 2024                | 25 kV, 50 Hz etwa 2026 | ETCS Level 2     | Fernverkehr, Güter                                |

### Deutschland
| Status            | Schnellfahrstrecke                          | Höchstgeschwindigkeit der Strecke | Länge    | Inbetriebnahme        | Stromsystem   | Zugbeeinflussung                    | Nutzung durch (Auswahl)                                                      | Höchstgeschwindigkeit der Züge |
| ----------------- | ------------------------------------------- | --- | -------- | --------------------- | ------------- | ----------------------------------- | ---------------------------------------------------------------------------- | ------------------------------ |
| In Betrieb        | Augsburg–München                            | 200 km/h | 42,7 km  | 1977                  | 15 kV 16,7 Hz | LZB, PZB                            | alle ICE-Baureihen, TGV Duplex                                               | 230 km/h                       |
| In Betrieb        | Augsburg–München                            | 230 km/h | 42,7 km  | 2011                  | 15 kV 16,7 Hz | LZB, PZB                            |                                                                              |                                |
| In Betrieb        | Augsburg–München                            | 230 km/h | 42,7 km  | 2011                  | 15 kV 16,7 Hz | LZB, PZB                            | EC, IC, Flixtrain, Regionalverkehr                                           | 160–200 km/h                   |
| In Betrieb        | Hamm–Bielefeld                              | 200 km/h | 67 km    | 1980                  | 15 kV 16,7 Hz | LZB, PZB                            | alle ICE-Baureihen, IC1/IC2, Flixtrain, Regionalverkehr                      | 160–200 km/h                   |
| In Betrieb        | Augsburg–Donauwörth                         | 200 km/h | 36,5 km  | 1981                  | 15 kV 16,7 Hz | LZB, PZB                            | alle ICE-Baureihen, IC, Regionalverkehr                                      | 160–200 km/h                   |
| In Betrieb        | Hannover–Minden                             | 200 km/h | 64 km    | 1984                  | 15 kV 16,7 Hz | LZB, PZB                            | alle ICE-Baureihen, IC1/IC2, Flixtrain, Regionalverkehr                      | 160–200 km/h                   |
| In Betrieb        | Hamburg–Münster                             | 200 km/h | 287,7 km | 1986                  | 15 kV 16,7 Hz | LZB, PZB                            | alle ICE-Baureihen, EC, IC, Flixtrain, Regionalverkehr                       | 160–200 km/h                   |
| In Betrieb        | Hannover–Hamburg                            | 200 km/h | 170 km   | 1987                  | 15 kV 16,7 Hz | LZB, PZB                            | alle ICE-Baureihen, IC, Flixtrain, Regionalverkehr                           | 160–200 km/h                   |
| Neubau in Betrieb | Waghäusel Saalbach–Graben-Neudorf           | 200 km/h | 7,9 km   | 1987                  | 15 kV 16,7 Hz | LZB, PZB                            | alle ICE-Baureihen, EC, ECE, IC1/IC2, Flixtrain, TGV Duplex, Regionalverkehr | 160–200 km/h                   |
| In Betrieb        | Graben-Neudorf–Karlsruhe                    | 200 km/h | 21 km    | 1987                  | 15 kV 16,7 Hz | LZB, PZB                            | alle ICE-Baureihen, EC, ECE, IC1/IC2, Flixtrain, TGV Duplex, Regionalverkehr | 160–200 km/h                   |
| Neubau in Betrieb | Mannheim–Stuttgart                          | 280 km/h 250 km/h (Tunnel) | 99 km    | 1991 (Gesamt-strecke) | 15 kV 16,7 Hz | LZB, PZB                            | alle ICE-Baureihen außer ICE-T und ICE L, Stadler Giruno (ECE), TGV Duplex   | 250–280 km/h                   |
| Neubau in Betrieb | Mannheim–Stuttgart                          | 280 km/h 250 km/h (Tunnel) | 99 km    | 1991 (Gesamt-strecke) | 15 kV 16,7 Hz | LZB, PZB                            | ICE-T                                                                        | 230 km/h                       |
| Neubau in Betrieb | Mannheim–Stuttgart                          | 280 km/h 250 km/h (Tunnel) | 99 km    | 1991 (Gesamt-strecke) | 15 kV 16,7 Hz | LZB, PZB                            | EC, IC1/IC2, Flixtrain, Regionalverkehr                                      | 160–200 km/h                   |
| In Betrieb        | Mannheim–Frankfurt                          | 200 km/h | 78 km    | 1991                  | 15 kV 16,7 Hz | LZB, PZB (bis 2025)                 | alle ICE-Baureihen, IC1/IC2, EC, ECE, Flixtrain, TGV Duplex, Regionalverkehr | 160–200 km/h                   |
| In Betrieb        | Mannheim–Frankfurt                          | 200 km/h | 78 km    | 2025                  | 15 kV 16,7 Hz | ETCS Level 2, PZB                   | alle ICE-Baureihen, IC1/IC2, EC, ECE, Flixtrain, TGV Duplex, Regionalverkehr | 160–200 km/h                   |
| Neubau in Betrieb | Hannover–Würzburg                           | 280 km/h 250 km/h (Tunnel) | 327 km   | 1991 (Gesamt-strecke) | 15 kV 16,7 Hz | LZB, PZB                            | alle ICE-Baureihen außer ICE-T u. ICE L                                      | 250–280 km/h                   |
| Neubau in Betrieb | Hannover–Würzburg                           | 280 km/h 250 km/h (Tunnel) | 327 km   | 1991 (Gesamt-strecke) | 15 kV 16,7 Hz | LZB, PZB                            | ICE-T                                                                        | 230 km/h                       |
| Neubau in Betrieb | Hannover–Würzburg                           | 280 km/h 250 km/h (Tunnel) | 327 km   | 1991 (Gesamt-strecke) | 15 kV 16,7 Hz | LZB, PZB                            | IC, Flixtrain, Regionalverkehr (Umleitungsstrecke bei Bauarbeiten)           | 160–200 km/h                   |
| In Betrieb        | Köln–Duisburg                               | 200 km/h | 64 km    | 1991                  | 15 kV 16,7 Hz | LZB, PZB                            | alle ICE-Baureihen, EC, IC1/IC2, Thalys, Regionalverkehr                     | 160–200 km/h                   |
| In Betrieb        | Dinkelscherben–Augsburg                     | 200 km/h | 20 km    | 1992                  | 15 kV 16,7 Hz | LZB, PZB                            | alle ICE-Baureihen, EC, IC, Flixtrain, TGV Duplex, Regionalverkehr           | 160–200 km/h                   |
| In Betrieb        | Hanau–Gelnhausen                            | 200 km/h | 16 km    | 1993                  | 15 kV 16,7 Hz | LZB, PZB                            | alle ICE-Baureihen, IC1/IC2, Flixtrain, Regionalverkehr                      | 160–200 km/h                   |
| Neubau in Betrieb | Nantenbacher Kurve                          | 200 km/h | 11 km    | 1994                  | 15 kV 16,7 Hz | LZB, PZB                            | alle ICE-Baureihen, IC, Flixtrain, Regionalverkehr                           | 160–200 km/h                   |
| In Betrieb        | Soest–Paderborn                             | 200 km/h | 52 km    | 1994                  | 15 kV 16,7 Hz | LZB, PZB                            | alle ICE-Baureihen, IC1/IC2, Regionalverkehr                                 | 160–200 km/h                   |
| In Betrieb        | Oebisfelde–Berlin                           | 250 km/h 200 km/h (Trappenschutzgebiet zwischen Rathenow und Buschow) | 148 km   | 1998                  | 15 kV 16,7 Hz | LZB, PZB                            | alle ICE-Baureihen außer ICE-T u. ICE L                                      | 250 km/h                       |
| In Betrieb        | Oebisfelde–Berlin                           | 250 km/h 200 km/h (Trappenschutzgebiet zwischen Rathenow und Buschow) | 148 km   | 1998                  | 15 kV 16,7 Hz | LZB, PZB                            | ICE L, ICE-T                                                                 | 230 km/h                       |
| In Betrieb        | Oebisfelde–Berlin                           | 250 km/h 200 km/h (Trappenschutzgebiet zwischen Rathenow und Buschow) | 148 km   | 1998                  | 15 kV 16,7 Hz | LZB, PZB                            | IC, Flixtrain, Regionalverkehr (Stendal–Spandau)                             | 160–200 km/h                   |
| In Betrieb        | Lehrte–Wolfsburg–Oebisfelde                 | 200 km/h | 68 km    | 1998                  | 15 kV 16,7 Hz | LZB, PZB                            | alle ICE-Baureihen, IC, Flixtrain, Regionalverkehr                           | 160–200 km/h                   |
| In Betrieb        | Neustadt (Aisch)–Iphofen                    | 200 km/h | 28 km    | 1999                  | 15 kV 16,7 Hz | LZB, PZB                            | alle ICE-Baureihen, IC, Flixtrain, Regionalverkehr                           | 160–200 km/h                   |
| In Betrieb        | Leipzig–Riesa                               | 200 km/h | 66 km    | 2002                  | 15 kV 16,7 Hz | LZB, PZB                            | alle ICE-Baureihen, IC1/IC2, Regionalverkehr                                 | 160–200 km/h                   |
| in Betrieb        | Köln–Siegburg                               | 200 km/h | 26 km    | 2002                  | 15 kV 16,7 Hz | LZB, PZB                            | alle ICE-Baureihen, IC, Flixtrain, Regionalverkehr                           | 160–200 km/h                   |
| Neubau in Betrieb | Siegburg–Frankfurt                          | 300 km/h | 144 km   | 2002                  | 15 kV 16,7 Hz | LZB, PZB                            | ICE 3 (403, 406, 407 und 408)                                                | 300 km/h                       |
| Neubau in Betrieb | Siegburg–Frankfurt                          | 300 km/h | 144 km   | 2002                  | 15 kV 16,7 Hz | LZB, PZB                            | ICE 4                                                                        | 250–265 km/h                   |
| In Betrieb        | Köln–Düren                                  | 250 km/h | 39 km    | 2003                  | 15 kV 16,7 Hz | LZB, PZB                            | alle ICE-Baureihen, Thalys                                                   | 230–250 km/h                   |
| In Betrieb        | Köln–Düren                                  | 250 km/h | 39 km    | 2003                  | 15 kV 16,7 Hz | LZB, PZB                            | IC, Flixtrain, Regionalverkehr                                               | 160–200 km/h                   |
| In Betrieb        | Hamburg–Berlin                              | 230 km/h (Büchen–Falkensee) 210 km/h (Durchfahrt Zernitz) 200 km/h (Neuallermöhe–Büchen, Durchfahrt Ludwigslust, Hagenow Land und Boizenburg) 190 km/h (Durchfahrt Neustadt (Dosse)) 160 km/h (Durchfahrt Wittenberge) | 286 km   | 2004                  | 15 kV 16,7 Hz | LZB, PZB                            | alle ICE-Baureihen                                                           | 230 km/h                       |
| In Betrieb        | Hamburg–Berlin                              | 230 km/h (Büchen–Falkensee) 210 km/h (Durchfahrt Zernitz) 200 km/h (Neuallermöhe–Büchen, Durchfahrt Ludwigslust, Hagenow Land und Boizenburg) 190 km/h (Durchfahrt Neustadt (Dosse)) 160 km/h (Durchfahrt Wittenberge) | 286 km   | 2004                  | 15 kV 16,7 Hz | LZB, PZB                            | EC, IC, Regionalverkehr                                                      | 160–200 km/h                   |
| In Betrieb        | Rastatt Süd–Offenburg (NBS Karlsruhe–Basel) | 250 km/h | 44 km    | 2004                  | 15 kV 16,7 Hz | LZB, PZB                            | alle ICE-Baureihen, ECE, TGV Duplex                                          | 230–250 km/h                   |
| In Betrieb        | Rastatt Süd–Offenburg (NBS Karlsruhe–Basel) | 250 km/h | 44 km    | 2004                  | 15 kV 16,7 Hz | LZB, PZB                            | EC, IC, Flixtrain, Regionalverkehr                                           | 160–200 km/h                   |
| In Betrieb        | Dortmund–Hamm                               | 200 km/h | 31 km    | 2005                  | 15 kV 16,7 Hz | LZB, PZB                            | alle ICE-Baureihen, IC, Flixtrain, Regionalverkehr                           | 160–200 km/h                   |
| Neubau in Betrieb | Nürnberg–Ingolstadt                         | 300 km/h | 90 km    | 2006                  | 15 kV 16,7 Hz | LZB, PZB                            | ICE 3 (403, 406, 407, 408)                                                   | 300 km/h                       |
| Neubau in Betrieb | Nürnberg–Ingolstadt                         | 300 km/h | 90 km    | 2006                  | 15 kV 16,7 Hz | LZB, PZB                            | ICE 1, ICE 2, ICE 4                                                          | 250–280 km/h                   |
| Neubau in Betrieb | Nürnberg–Ingolstadt                         | 300 km/h | 90 km    | 2006                  | 15 kV 16,7 Hz | LZB, PZB                            | ICE-T                                                                        | 230 km/h                       |
| Neubau in Betrieb | Nürnberg–Ingolstadt                         | 300 km/h | 90 km    | 2006                  | 15 kV 16,7 Hz | LZB, PZB                            | München-Nürnberg-Express                                                     | 190–200 km/h                   |
| In Betrieb        | München–Petershausen                        | 200 km/h | 29 km    | 2006                  | 15 kV 16,7 Hz | LZB, PZB                            | alle ICE-Baureihen, IC, Regionalverkehr                                      | 160–200 km/h                   |
| In Betrieb        | Berlin–Halle/Leipzig                        | 200 km/h | 187 km   | 2006                  | 15 kV 16,7 Hz | ETCS Level 2, LZB, PZB              | alle ICE-Baureihen, EC, IC1/IC2, Regionalverkehr                             | 160–200 km/h                   |
| Neubau in Betrieb | Schliengen–Haltingen (NBS Karlsruhe–Basel)  | 250 km/h | 22 km    | 2012                  | 15 kV 16,7 Hz | LZB, PZB                            | alle ICE-Baureihen, ECE                                                      | 230–250 km/h                   |
| Neubau in Betrieb | Schliengen–Haltingen (NBS Karlsruhe–Basel)  | 250 km/h | 22 km    | 2012                  | 15 kV 16,7 Hz | LZB, PZB                            | EC, IC, Regionalverkehr                                                      | 160–200 km/h                   |
| Neubau in Betrieb | Erfurt–Leipzig/Halle                        | 300 km/h | 123 km   | 2015                  | 15 kV 16,7 Hz | ETCS Level 2, PZB (Leipzig–Gröbers) | ICE 3 (403, 407, 408)                                                        | 300 km/h                       |
| Neubau in Betrieb | Erfurt–Leipzig/Halle                        | 300 km/h | 123 km   | 2015                  | 15 kV 16,7 Hz | ETCS Level 2, PZB (Leipzig–Gröbers) | ICE 1, ICE 4                                                                 | 250–280 km/h                   |
| Neubau in Betrieb | Erfurt–Leipzig/Halle                        | 300 km/h | 123 km   | 2015                  | 15 kV 16,7 Hz | ETCS Level 2, PZB (Leipzig–Gröbers) | ICE-T                                                                        | 230 km/h                       |
| Neubau in Betrieb | Erfurt–Leipzig/Halle                        | 300 km/h | 123 km   | 2015                  | 15 kV 16,7 Hz | ETCS Level 2, PZB (Leipzig–Gröbers) | IC 2, Flixtrain, S-Bahn Mitteldeutschland (Leipzig–Gröbers)                  | 160–200 km/h                   |
| Neubau in Betrieb | Ebensfeld–Erfurt                            | 300 km/h | 109 km   | 2017                  | 15 kV 16,7 Hz | ETCS Level 2                        | ICE 3 (403, 407, 408)                                                        | 300 km/h                       |
| Neubau in Betrieb | Ebensfeld–Erfurt                            | 300 km/h | 109 km   | 2017                  | 15 kV 16,7 Hz | ETCS Level 2                        | ICE 1, ICE 4                                                                 | 250–280 km/h                   |
| Neubau in Betrieb | Ebensfeld–Erfurt                            | 300 km/h | 109 km   | 2017                  | 15 kV 16,7 Hz | ETCS Level 2                        | ICE-T                                                                        | 230 km/h                       |
| Neubau in Betrieb | Ebensfeld–Erfurt                            | 300 km/h | 109 km   | 2017                  | 15 kV 16,7 Hz | ETCS Level 2                        | Franken-Thüringen-Express                                                    | 190 km/h                       |
| In Betrieb        | Eisenach–Erfurt                             | 200 km/h (Eisenach–Wandersleben) 180 km/h (Durchfahrt Gotha) | 54 km    | 2018                  | 15 kV 16,7 Hz | ETCS Level 2, PZB                   | alle ICE-Baureihen, IC1/IC2, Flixtrain, Regionalverkehr                      | 160–200 km/h                   |
| In Betrieb        | Neuhof (b Zossen)–Rückersdorf (Niederl)     | 200 km/h | 67 km    | 2020                  | 15 kV 16,7 Hz | ETCS Level 2, PZB                   | ICE 1, ICE 4, ICE-T, Railjet, IC1 und IC 2, EC, Regionalverkehr              | 160–200 km/h                   |
| Neubau in Betrieb | Wendlingen–Ulm                              | 250 km/h | 58 km    | 2022                  | 15 kV 16,7 Hz | ETCS Level 2                        | ICE 1, ICE 3 (403, 407, 408), ICE 4                                          | 250 km/h                       |
| Neubau in Betrieb | Wendlingen–Ulm                              | 250 km/h | 58 km    | 2022                  | 15 kV 16,7 Hz | ETCS Level 2                        | RE 200                                                                       | 200 km/h                       |

### Finnland
| Status            | Schnellfahrstrecke                     | Höchstgeschwindigkeit | Länge                                  | Inbetriebnahme | Spurweite | Stromsystem | Zugbeeinflussung | Nutzung durch     |
| ----------------- | -------------------------------------- | --------------------- | -------------------------------------- | -------------- | --------- | ----------- | ---------------- | ----------------- |
| In Betrieb        | Helsinki–Riihimäki–Tampere             | 200 km/h              | 172 km (Tikkurila–Tampere)             |                | 1524 mm   | 25 kV 50 Hz | Finn. ATP        | Sm3/Sm6, Sr2, Sr3 |
| In Betrieb        | Tampere–Seinäjoki                      | 200 km/h              | 156 km (Lielax–Seinäjoki)              | 2008           | 1524 mm   | 25 kV 50 Hz | Finn. ATP        | Sm3/Sm6, Sr2, Sr3 |
| In Betrieb        | Seinäjoki–Lapua                        | 200 km/h              | 23 km                                  | 2017           | 1524 mm   | 25 kV 50 Hz | Finn. ATP        | Sm3/Sm6, Sr2, Sr3 |
| In Betrieb        | Lapua–Kokkola                          | 200 km/h              | 110 km                                 | 2011           | 1524 mm   | 25 kV 50 Hz | Finn. ATP        | Sm3/Sm6, Sr2, Sr3 |
| In Betrieb        | Kokkola–Ylivieska                      | 200 km/h              | 79 km                                  | 2018           | 1524 mm   | 25 kV 50 Hz | Finn. ATP        | Sm3/Sm6, Sr2, Sr3 |
| In Betrieb        | Ylivieska–Oulu                         | 200 km/h              | 123 km (Ylivieska–Liminka)             | 2015           | 1524 mm   | 25 kV 50 Hz | Finn. ATP        | Sm3/Sm6, Sr2, Sr3 |
| Neubau in Betrieb | Kerava–Hakosilta (Züge Helsinki–Lahti) | 220 km/h              | 63 km (Abzw. Kytömaa–Abzw. Hakosilta)  | 2006           | 1524 mm   | 25 kV 50 Hz | Finn. ATP        | Sm3/Sm6, Sr2, Sr3 |
| In Betrieb        | Lahti–Luumäki                          | 200 km/h              | 120 km                                 | 2010           | 1524 mm   | 25 kV 50 Hz | Finn. ATP        | Sm3/Sm6, Sr2, Sr3 |
| In Betrieb        | Helsinki–Turku                         | 200 km/h              | 63 km (Karjaa–Pohjankuru + km 103–158) |                | 1524 mm   | 25 kV 50 Hz | Finn. ATP        | Sm3/Sm6, Sr2, Sr3 |
| In Betrieb        | Kouvola–Mikkeli                        | 200 km/h              | 45 km (Kinni–Otava)                    | 2006           | 1524 mm   | 25 kV 50 Hz | Finn. ATP        | Sm3/Sm6, Sr2, Sr3 |

### Frankreich
| Status            | Schnellfahrstrecke                                                | Höchstgeschwindigkeit           | Länge                               | Inbetriebnahme                                | Stromsystem  | Zugbeeinflussung  | Nutzung durch                       |
| ----------------- | ----------------------------------------------------------------- | ------------------------------- | ----------------------------------- | --------------------------------------------- | ------------ | ----------------- | ----------------------------------- |
| In Betrieb        | LGV Sud-Est, Paris–Lyon                                           | 300 km/h                        | 409 km                              | 1981 Saint-Florentin–Lyon, 1983 Gesamtstrecke | 25 kV, 50 Hz | TVM               | TGV                                 |
| In Betrieb        | LGV Atlantique, Paris–Le Mans/Tours                               | 300 km/h                        | 279 km                              | 1989                                          | 25 kV, 50 Hz | TVM               | TGV                                 |
| In Betrieb        | LGV Nord, Paris–Lille–Eurotunnel / Grenze Belgien                 | 300 km/h                        | 333 km                              | 1993                                          | 25 kV, 50 Hz | TVM               | TGV, Eurostar, Thalys               |
| In Betrieb        | LGV Rhône-Alpes, Lyon–Valence                                     | 320 km/h                        | 115 km                              | 1994                                          | 25 kV, 50 Hz | TVM               | TGV                                 |
| In Betrieb        | LGV Interconnexion Est, Umfahrung Paris                           | 270 km/h                        | 57 km                               | 1994                                          | 25 kV, 50 Hz | TVM               | TGV                                 |
| In Betrieb        | LGV Méditerranée, Valence–Marseille/Nîmes                         | 320 km/h                        | 250 km                              | 2001                                          | 25 kV, 50 Hz | TVM               | TGV                                 |
| In Betrieb        | LGV Est européenne (Abschnitt West), Vaires-sur-Marne–Baudrecourt | 320 km/h                        | 301 km                              | 2007                                          | 25 kV, 50 Hz | ETCS Level 2, TVM | TGV, ICE-Baureihe 407               |
| In Betrieb        | LGV Perpignan–Figueres (E)                                        | 320 km/h                        | 44,4 km davon 24,6 km in Frankreich | 2010                                          | 25 kV, 50 Hz | ETCS Level 1      | TGV, AVE                            |
| In Betrieb        | LGV Rhin-Rhône (Abschnitt Ost), Villers-les-Pots–Petit-Croix      | 320 km/h                        | 140 km                              | 2011                                          | 25 kV, 50 Hz | TVM               | TGV                                 |
| Ausbau in Betrieb | Mantes-la-Jolie–Cherbourg                                         | 200 km/h (abschnittsweise)      | 313 km                              | nicht bekannt                                 | 1,5 kV =     | KVB               | TER, Güter                          |
| Ausbau in Betrieb | Rennes–Brest                                                      | TGV: 220 km/h (abschnittsweise) | 249 km                              | nicht bekannt                                 | 1,5 kV =     | KVB               | TGV, TER, Güter                     |
| Ausbau in Betrieb | Savenay–Quimper                                                   | TGV: 220 km/h (abschnittsweise) | 215 km                              | nicht bekannt                                 | 1,5 kV =     | KVB               | TGV, TER, Güter                     |
| Ausbau in Betrieb | Les Aubrais-Orléans–Vierzon                                       | 200 km/h (abschnittsweise)      | 82 km                               | nicht bekannt                                 | 1,5 kV =     | KVB               | Corail Téoz, Corail Intercités, TER |
| Ausbau in Betrieb | Tours–Bordeaux durch NBS ersetzt                                  | TGV: 220 km/h                   | 348 km                              | nicht bekannt                                 | 1,5 kV =     | KVB               | TGV, D, TER, Güter                  |
| Ausbau in Betrieb | Le Mans–Nantes (Strecken 450 000 und 515 000)                     | TGV: 220 km/h                   | 182 km                              | nicht bekannt                                 | 25 kV, 50 Hz | KVB               | TGV, TER, Güter                     |
| Ausbau in Betrieb | Strasbourg–Mulhouse–Saint-Louis                                   | TGV: 220 km/h                   | 135 km                              | nicht bekannt                                 | 25 kV, 50 Hz | KVB               | TGV, EC, D, TER, Güter              |
| In Betrieb        | LGV Est européenne (Abschnitt Ost), Baudrecourt–Vendenheim        | 320 km/h                        | 106 km                              | 2016                                          | 25 kV, 50 Hz | ETCS Level 2, TVM | TGV, ICE-Baureihe 407               |
| In Betrieb        | LGV Bretagne-Pays de la Loire, Le Mans–Rennes                     | 320 km/h                        | 214 km                              | 2017                                          | 25 kV, 50 Hz | ETCS Level 2, TVM | TGV, TER                            |
| In Betrieb        | LGV Sud Europe Atlantique, Tours–Bordeaux                         | 320 km/h                        | 341 km                              | 2017                                          | 25 kV, 50 Hz | ETCS Level 2, TVM | TGV                                 |
| In Betrieb        | Contournement de Nîmes et Montpellier                             | TGV: 220 km/h                   | 60 km                               | Dez. 2017 (Güterverkehr), Jul. 2018 (TGV)     | 25 kV, 50 Hz | ETCS Level 1, KVB | TGV, Güter                          |

### Italien
| Status            | Schnellfahrstrecke                  | Höchstgeschwindigkeit      | Länge    | Inbetriebnahme                                                                               | Stromsystem  | Zugbeeinflussung                           | Nutzung durch                                                           |
| ----------------- | ----------------------------------- | -------------------------- | -------- | -------------------------------------------------------------------------------------------- | ------------ | ------------------------------------------ | ----------------------------------------------------------------------- |
| In Betrieb        | Turin–Mailand                       | 300 km/h                   | 124,7 km | 2006 Turin–Novara, 2009 Gesamtstrecke                                                        | 25 kV, 50 Hz | ETCS Level 2                               | ETR 1000, ETR 500, ETR 600, ETR 480, AGV ETR 575, Güter (v. a. nachts)  |
| In Betrieb        | Mailand–Bologna                     | 300 km/h                   | 182 km   | 2008                                                                                         | 25 kV, 50 Hz | ETCS Level 2                               | ETR 1000, ETR 500, ETR 600, ETR 480, AGV ETR 575, Güter (v. a. nachts)  |
| In Betrieb        | Bologna–Florenz                     | 300 km/h                   | 78,5 km  | 2009                                                                                         | 25 kV, 50 Hz | ETCS Level 2                               | ETR 1000, ETR 500, ETR 600, ETR 480, AGV ETR 575, Güter (v. a. nachts)  |
| In Betrieb        | Florenz–Rom                         | 250 km/h                   | 261,1 km | 1992                                                                                         | 3 kV =       | RSC9, SCMT                                 | ETR 1000, ETR 500, ETR 600, ETR 480, AGV ETR 575, Güter (v. a. nachts)  |
| In Betrieb        | Rom–Neapel                          | 300 km/h                   | 204,6 km | 2006 Rom–Gricignano, 2008 Gesamtstrecke                                                      | 25 kV, 50 Hz | ETCS Level 2                               | ETR 1000, ETR 500, ETR 600, ETR 480, AGV ETR 575, Güter (v. a. nachts)  |
| In Betrieb        | Neapel–Salerno                      | 250 km/h                   | 29 km    | 2008                                                                                         | 3 kV =       | SCMT                                       | ETR 1000, ETR 500, ETR 600, ETR 480, AGV ETR 575, Güter (v. a. nachts)  |
| Ausbau in Betrieb | Verona–Bologna                      | 200 km/h                   | 115 km   | 2009, letzter noch fehlender Abschnitt zwischen Nogara und Poggia Rusco am 14. Dezember 2024 | 3 kV =       | BAcc (automatic block with coded currents) | ETR 1000, ETR 500, ETR 600, ETR 480, AGV ETR 575, Railjet, Regio, Güter |
| Ausbau in Betrieb | Livorno–Rom                         | 200 km/h (abschnittsweise) | 312 km   | nicht bekannt                                                                                | 3 kV =       |                                            | ETR 460, ETR 485, Regio, Güter                                          |
| Ausbau in Betrieb | Mailand–Bologna durch NBS ersetzt   | 200 km/h (abschnittsweise) | 219 km   | nicht bekannt                                                                                | 3 kV =       |                                            |                                                                         |
| Ausbau in Betrieb | Rom–Formia–Neapel durch NBS ersetzt | 200 km/h                   | 214 km   | nicht bekannt                                                                                | 3 kV =       |                                            |                                                                         |
| In Betrieb        | Mailand–Treviglio                   | 300 km/h                   | 24 km    | 2007                                                                                         | 3 kV =       |                                            | ETR 1000, ETR 500, ETR 600, ETR 480, AGV ETR 575, Güter (v. a. nachts)  |
| In Betrieb        | Treviglio–Brescia                   | 300 km/h                   | 58 km    | Dezember 2016                                                                                | 25 kV, 50 Hz | ETCS Level 2                               | ETR1000, ETR 500, ETR 600, ETR 480, AGV ETR 575, Güter (v. a. nachts)   |
| In Betrieb        | Padua–Venedig (Mestre)              | 220 km/h                   | 24 km    | 2006                                                                                         | 3 kV =       |                                            | ETR 1000, ETR 500, ETR 600, ETR 480, AGV ETR 575, Güter (v. a. nachts)  |

### Norwegen
| Status            | Schnellfahr-strecke                    | Höchstgeschwindigkeit | Länge   | Inbetriebnahme                                                | Stromsystem    | Zugbeeinflussung | Nutzung durch                                                        |
| ----------------- | -------------------------------------- | --------------------- | ------- | ------------------------------------------------------------- | -------------- | ---------------- | -------------------------------------------------------------------- |
| Neubau in Betrieb | Gardermobanen: Oslo-Etterstad–Eidsvoll | 210 km/h              | 64 km   | 1999                                                          | 15 kV, 16,7 Hz | ATC              | GMB Type 71 (210 km/h) NSB Type 73 (210 km/h) NSB Type 74 (200 km/h) |
| Neubau in Betrieb | Dovrebanen: Langset–Kleverud           | 200 km/h              | 17 km   | 2015                                                          | 15 kV, 16,7 Hz | ATC              | NSB Type 73, NSB Type 74, Fernzüge, Nachtzüge, Güter                 |
| Neubau in Betrieb | Vestfoldbanen: Larvik–Porsgrunn        | 200 km/h              | 23 km   | 2018                                                          | 15 kV, 16,7 Hz | ATC              | NSB Type 73, NSB Type 74, Fernzüge, Nachtzüge, Güter                 |
| Neubau in Betrieb | Dovrebanen: Venjar–Langset             | 200 km/h              | 13,5 km | Herbst 2022 (Venjar-Eidsvoll) Oktober 2023 (Eidsvoll-Langset) | 15 kV, 16,7 Hz | ATC              | NSB Type 73, NSB Type 74, Fernzüge, Nachtzüge, Güter                 |
| Neubau in Betrieb | Follobanen: Oslo–Ski                   | 200 km/h              | 22 km   | Dezember 2022                                                 | 15 kV, 16,7 Hz | ATC              | NSB Type 74                                                          |

### Österreich
| Status            | Schnellfahr-strecke                                        | Höchst-geschwindigkeit       | Länge                        | Inbetriebnahme                 | Stromsystem    | Zugbeeinflussung  | Nutzung durch                        |
| ----------------- | ---------------------------------------------------------- | ---------------------------- | ---------------------------- | ------------------------------ | -------------- | ----------------- | ------------------------------------ |
| Neubau in Betrieb | Wien–St. Pölten (Westbahn)                                 | 230 km/h                     | 50 km (ab Knoten Hadersdorf) | Dez. 2012                      | 15 kV, 16,7 Hz | ETCS Level 2, PZB | Railjet, ICE, WEST, IC, Güter        |
| In Betrieb        | St. Pölten–Ybbs/Donau (Westbahn)                           | 200 km/h                     | 44 km                        | 2001                           | 15 kV, 16,7 Hz | LZB, PZB          | Railjet, ICE, IC, WEST, Güter        |
| In Betrieb        | Ybbs/Donau–Amstetten (Westbahn)                            | 230 km/h                     | 17 km                        | Teil April 2013, komplett 2014 | 15 kV, 16,7 Hz | LZB, PZB          | Railjet, ICE, IC, WEST, Güter        |
| In Betrieb        | Amstetten–St. Valentin (Westbahn)                          | 200 km/h                     | 37 km                        | 2003                           | 15 kV, 16,7 Hz | LZB, PZB          | Railjet, ICE, IC, WEST, Güter        |
| In Betrieb        | St. Valentin–Asten (Westbahn)                              | 230 km/h                     | 10 km                        | 2007                           | 15 kV, 16,7 Hz | LZB, PZB          | Railjet, ICE, IC, WEST, Güter        |
| In Betrieb        | Asten–Linz Kleinmünchen (Westbahn)                         | 200 km/h                     | 9 km                         | 2010                           | 15 kV, 16,7 Hz | LZB, PZB          | Railjet, ICE, IC, WEST, Güter        |
| Ausbau in Betrieb | Linz–Wels (Westbahn)                                       | 200 km/h                     | 24 km                        | 1993                           | 15 kV, 16,7 Hz | ETCS Level 2, PZB | Railjet, ICE, IC, WEST, Güter, Regio |
| Ausbau in Betrieb | Wels–Attnang-Puchheim (Westbahn)                           | 200 km/h (7 km für 230 km/h) | 30 km                        | abschnittsweise bis 2012       | 15 kV, 16,7 Hz | ETCS Level 2, PZB | Railjet, IC, WEST, Güter, Regio      |
| Neubau in Betrieb | Wörgl Kundl–Baumkirchen(–Innsbruck) (Neue Unterinntalbahn) | 220 km/h                     | 40 km                        | Dez. 2012                      | 15 kV, 16,7 Hz | ETCS Level 2, PZB | Railjet, IC, Güter                   |

### Polen
| Status            | Schnellfahrstrecke                                                              | Höchstgeschwindigkeit | Länge             | Inbetriebnahme                                 | Stromsystem | Zugbeeinflussung | Nutzung durch |
| ----------------- | ------------------------------------------------------------------------------- | --------------------- | ----------------- | ---------------------------------------------- | ----------- | ---------------- | ------------- |
| Ausbau in Betrieb | Zentrale Eisenbahnmagistrale Warschau–Kattowitz (Grodzisk Mazowiecki–Zawiercie) | 200 km/h              | 223 km            | 2013 Olszamowice–Zawiercie, 2017 Gesamtstrecke | 3 kV =      | ETCS Level 1     | ED250         |
| Ausbau in Betrieb | Warschau–Danzig                                                                 | 200 km/h              | 145 km (200 km/h) | 2019                                           | 3 kV =      | ETCS Level 2     | ED250         |

### Portugal
| Status            | Schnellfahrstrecke  | Höchstgeschwindigkeit       | Länge  | Spurweite | Stromsystem  | Zugbeeinflussung | Inbetriebnahme | Nutzung durch |
| ----------------- | ------------------- | --------------------------- | ------ | --------- | ------------ | ---------------- | -------------- | ------------- |
| Ausbau in Betrieb | Porto–Lissabon–Faro | 220 km/h (nur Teilstrecken) | 655 km | 1668 mm   | 25 kV, 50 Hz |                  | 1999           | Alfa Pendular |

### Russland
| Status            | Schnellfahrstrecke                         | Höchst-geschwindigkeit              | Länge  | Inbetriebnahme | Stromsystem | Zugbeeinflussung | Nutzung durch                       |
| ----------------- | ------------------------------------------ | ----------------------------------- | ------ | -------------- | ----------- | ---------------- | ----------------------------------- |
| Ausbau in Betrieb | Sankt Petersburg–Moskau                    | 200 km/h                            | 650 km | 1984           | 3 kV =      |                  | ER200, Wagenzüge mit ЧС200 und ЭП20 |
| Ausbau in Betrieb | Sankt Petersburg–Moskau                    | 250 km/h (nur auf kurzem Abschnitt) | 650 km | 17.12.2009     | 3 kV =      | KLUB-U           | Velaro RUS                          |
| Ausbau in Betrieb | Sankt Petersburg–Wyborg (finnische Grenze) | 200 km/h                            | 160 km | 12.12.2010     | 3 kV =      | KLUB-U           |                                     |

### Schweden
| Status                   | Schnellfahrstrecke                                     | Höchstgeschwindigkeit           | Länge                      | Inbetriebnahme                                              | Stromsystem   | Zugbeeinflussung | Nutzung durch                                                                                |
| ------------------------ | ------------------------------------------------------ | ------------------------------- | -------------------------- | ----------------------------------------------------------- | ------------- | ---------------- | -------------------------------------------------------------------------------------------- |
| Ausbau in Betrieb        | Katrineholm–Malmö (Södra stambanan)                    | 200 km/h                        | 480 km (nicht durchgehend) | 1995                                                        | 15 kV 16,7 Hz | Schwedische ATC  | X2, Vectron + Wagen, (X61, Nachtzüge, Güter)                                                 |
| Neubau in Betrieb        | Huddinge–Järna (Västra stambanan)                      | 200 km/h                        | 31 km                      | 1995                                                        | 15 kV 16,7 Hz | Schwedische ATC  | X2, X40, VR X74, Regina, (Güter)                                                             |
| Ausbau in Betrieb        | Södertälje–Alingsås (Västra stambanan)                 | 200 km/h                        | 365 km (nicht durchgehend) | 1990                                                        | 15 kV 16,7 Hz | Schwedische ATC  | X2, X40, VR X74, Regina, (Güter)                                                             |
| Neubau in Betrieb        | Kungsbacka–Ängelholm, Helsingborg–Lund (Västkustbanan) | 200 km/h                        | 250 km                     | 1992 (200 km/h, erster Abschnitt) 2023 (200 km/h, komplett) | 15 kV 16,7 Hz | Schwedische ATC  | X2, Regina X55, (X31K, X61, Güter)                                                           |
| Neubau in Betrieb        | Eskilstuna–Södertälje (Svealandsbanan)                 | 200 km/h                        | 80 km                      | 1997                                                        | 15 kV 16,7 Hz | Schwedische ATC  | X40, ER1                                                                                     |
| Neubau in Betrieb        | Jakobsberg–Västerås (Mälarbanan)                       | 200 km/h                        | 90 km                      | 2001                                                        | 15 kV 16,7 Hz | Schwedische ATC  | Regina, X40, (Güter)                                                                         |
| Ausbau/Neubau in Betrieb | Stockholm–Arlanda                                      | 200 km/h                        | 40 km                      | 1999                                                        | 15 kV 16,7 Hz | Schwedische ATC  | X2, X40, X3, Regina X55, (X60)                                                               |
| Ausbau in Betrieb        | Uppsala–Gävle (Ostkustbanan)                           | 200 km/h                        | 110 km                     | 1997–2017                                                   | 15 kV 16,7 Hz |                  | X2, Regina, X40, ER1, (Nachtzüge, Güter)                                                     |
| Ausbau/Neubau in Betrieb | Gävle–Enånger (Ostkustbanan)                           | 200 km/h                        | 105 km                     | 1999                                                        | 15 kV 16,7 Hz | Schwedische ATC  | X2, Regina, (Nachtzüge, Güter)                                                               |
| Ausbau/Neubau in Betrieb | Härnösand–Umeå, (Botniabanan, Ådalsbanan)              | 200 km/h (Trassierung 250 km/h) | 245 km                     | 2010, 2012                                                  | 15 kV 16,7 Hz | ETCS Level 2     | X2, Regina X55 (200 km/h), (X62, Nachtzüge, Güter) Im Jahr 2026 Bombardier Zefiro (250 km/h) |
| Ausbau/Neubau in Betrieb | Morjärv–Haparanda (Nya Haparandabanan)                 | 200 km/h (Trassierung 250 km/h) | 85 km                      | 2012                                                        | 15 kV 16,7 Hz | ETCS Level 2     | Regina (200 km/h), (Güter, X62)                                                              |
| Ausbau in Betrieb        | Göteborg–Öxnered (Vänerbanan)                          | 200 km/h                        | 104 km                     | 2006 (Erster Teil) Nov. 2012 (Fertigstellung)               | 15 kV 16,7 Hz | Schwedische ATC  | X2, Regina, NSB Type 73, NSB Type 74, (X61, Güter)                                           |

Zuggattungen in Klammern haben eine Höchstgeschwindigkeit von weniger als 200 km/h.

### Schweiz
| Status     | Schnellfahrstrecke                             | Höchstgeschwin-digkeit          | Länge  | Inbetriebnahme | Stromsystem    | Zugbeeinflussung | Nutzung durch                        |
| ---------- | ---------------------------------------------- | ------------------------------- | ------ | -------------- | -------------- | ---------------- | ------------------------------------ |
| In Betrieb | Mattstetten–Rothrist (Achse Bern–Olten)        | 200 km/h                        | 45 km  | 2004           | 15 kV, 16,7 Hz | ETCS Level 2     | ICE, TGV, EC, IC, IR, Güter (nachts) |
| In Betrieb | Solothurn–Wanzwil (Achse Solothurn–Olten)      | 200 km/h                        | 11 km  | 2004           | 15 kV, 16,7 Hz | ETCS Level 2     | IC, Güter (nachts)                   |
| In Betrieb | Frutigen–Visp (Lötschberg-Basistunnel)         | 200 km/h (Trassierung 250 km/h) | 34 km  | 2007           | 15 kV, 16,7 Hz | ETCS Level 2     | EC, IC, Güter                        |
| In Betrieb | Erstfeld–Bodio (Gotthard-Basistunnel)          | 230 km/h (Trassierung 250 km/h) | 57 km  | 2016           | 15 kV, 16,7 Hz | ETCS Level 2     | EC, IC, Güter                        |
| In Betrieb | Bodio–Osogna (NBS Gotthard-Süd)                | 200 km/h                        | 7,5 km | 2015           | 15 kV, 16,7 Hz | ETCS Level 2     | EC, IC, Güter                        |
| In Betrieb | Giubiasco–Vezia b. Lugano (Ceneri-Basistunnel) | 200 km/h (Trassierung 250 km/h) | 18 km  | 2020           | 15 kV, 16,7 Hz | ETCS Level 2     | EC, IC, RE, S-Bahn, Güter            |

### Serbien, Ungarn
| Status               | Schnellfahrstrecke | Höchstgeschwindigkeit | Länge  | Inbetriebnahme                                 | Stromsystem  | Zugbeeinflussung | Nutzung durch |
| -------------------- | ------------------ | --------------------- | ------ | ---------------------------------------------- | ------------ | ---------------- | ------------- |
| Teilweise in Betrieb | Budapest–Belgrad   | 200 km/h              | 350 km | 2022 Novi Sad–Belgrad, Ende 2025 Gesamtstrecke | 25 kV, 50 Hz | ETCS Level 2     | Stadler KISS  |

### Spanien
| Status                | Schnellfahrstrecke                       | Höchstgeschwindigkeit     | Länge                                          | Inbetriebnahme                                                                    | Spurweite              | Stromsystem  | Zugbeeinflussung        | Nutzung durch                  |
| --------------------- | ---------------------------------------- | ------------------------- | ---------------------------------------------- | --------------------------------------------------------------------------------- | ---------------------- | ------------ | ----------------------- | ------------------------------ |
| In Betrieb            | Madrid–Sevilla                           | 300 km/h                  | 471,8 km                                       | 1992                                                                              | 1435 mm                | 25 kV, 50 Hz | LZB, ASFA               | 100                            |
| Ausbau in Betrieb     | La Encina–Xátiva                         | 220 km/h                  | 48 km                                          | 1997                                                                              | 1668 mm später 1435 mm | 3 kV =       | EBICAB, ASFA            |                                |
| In Betrieb            | Saragossa–Tardienta                      | 200 km/h                  | 57 km                                          | 2003                                                                              | 1435 mm                | 25 kV, 50 Hz | ASFA                    | 102                            |
| In Betrieb            | Madrid–Barcelona                         | 310 km/h                  | 621 km                                         | 2003 Madrid–Lleida 2006 Lleida–Camp de Tarragona 2008 Camp de Tarragona–Barcelona | 1435 mm                | 25 kV, 50 Hz | ETCS Level 1 + 2, ASFA  | 103, 102, 120 u. a.            |
| Ausbau in Betrieb     | Valencia–Calafat                         | 220 km/h                  | 219 km                                         | 2004                                                                              | 1668 mm                | 3 kV =       | EBICAB, ASFA            |                                |
| In Betrieb            | Madrid–Toledo                            | 270 km/h                  | 75 km (davon 54 km auf der SFS Madrid–Sevilla) | 2005                                                                              | 1435 mm                | 25 kV, 50 Hz | LZB, ASFA               | 104                            |
| Ausbau in Betrieb     | Alcázar de San Juan–Albacete             | 200 km/h                  | 131 km                                         | 2006                                                                              | 1668 mm                | 3 kV =       | ASFA                    | 130, Talgo                     |
| Ausbau in Betrieb     | Albacete–La Encina (Breitspur)           | 200 km/h bis 2011         | 90 km                                          | 2006                                                                              | 1668 mm                | 3 kV =       | ASFA                    |                                |
| In Betrieb            | Albacete–La Encina (Normalspur)          | 300 km/h seit 2013        | 90 km                                          | 2013                                                                              | 1435 mm                | 25 kV, 50 Hz | ETCS Level 2            | 112, 130                       |
| In Betrieb            | Córdoba–Málaga                           | 300 km/h                  | 155 km                                         | 2007                                                                              | 1435 mm                | 25 kV, 50 Hz | ETCS Level 1, LZB, ASFA | 103 u. a.                      |
| In Betrieb            | Madrid–Valladolid                        | 300 km/h                  | 179,6 km                                       | 2007                                                                              | 1435 mm                | 25 kV, 50 Hz | ETCS Level 1, ASFA      | 102, 130 u. a.                 |
| In Betrieb            | Figueres–Perpignan (F)                   | 300 km/h                  | 44,4 km davon 19,8 km in Spanien               | 2010                                                                              | 1435 mm                | 25 kV, 50 Hz | ETCS Level 1 + 2, ASFA  | TGV Duplex (SNCF), 100 (Renfe) |
| In Betrieb            | Torrejón de Velasco–Motilla del Palancar | 300 km/h                  | 223,6 km                                       | 2010                                                                              | 1435 mm                | 25 kV, 50 Hz | ETCS Level 1 + 2, ASFA  | 112, 130                       |
| In Betrieb            | Motilla del Palancar–Valencia            | 300 km/h                  | 139 km                                         | 2010                                                                              | 1435 mm                | 25 kV, 50 Hz | ETCS Level 1 + 2, ASFA  | 112, 130                       |
| In Betrieb            | Motilla del Palancar–Albacete            | 300 km/h                  | 62,8 km                                        | 2010                                                                              | 1435 mm                | 25 kV, 50 Hz | ETCS Level 1 + 2, ASFA  | 112, 130                       |
| In Betrieb            | Ourense–Santiago de Compostela           | 300 km/h                  | 87,5 km                                        | 2011                                                                              | 1668 mm später 1435    | 25 kV, 50 Hz | ETCS Level 1 + 2, ASFA  | 121, 730                       |
| Ausbau in Betrieb     | Santiago de Compostela–A Coruña          | 200 km/h                  | 65,1 km                                        | 2011                                                                              | 1668 mm später 1435    | 25 kV, 50 Hz | ASFA                    | 121, 730                       |
| In Betrieb            | Barcelona–Figueres                       | 300 km/h                  | 132 km                                         | 2013                                                                              | 1435 mm                | 25 kV 50 Hz  | ETCS Level 1 + 2, ASFA  | 103                            |
| In Betrieb            | La Encina–Alicante                       | 300 km/h                  | 119 km                                         | 2013                                                                              | 1435 mm                | 25 kV, 50 Hz | ETCS Level 1 + 2, ASFA  | 100, 112                       |
| In Betrieb            | Santiago de Compostela–Vigo              | 200 km/h                  | 93,9 km                                        | 2014                                                                              | 1668 mm                | 25 kV, 50 Hz | ASFA                    |                                |
| Eingleisig in Betrieb | Valladolid–Palencia–León                 | 200 km/h                  | 163 km                                         | 2015                                                                              | 1435 mm                | 25 kV, 50 Hz | ASFA                    |                                |
| In Betrieb            | Sevilla–Cádiz                            | 200 km/h nur Utrera–Cádiz | 153 km                                         | 2015                                                                              | 1668 mm                | 3 kV =       | ASFA                    | 120, 130                       |
| Eingleisig in Betrieb | Olmedo–Zamora                            | 200 km/h                  | 107 km                                         | 2015                                                                              | 1435 mm                | 25 kV, 50 Hz | ASFA                    |                                |
| In Betrieb            | Antequera–Granada                        | 300 km/h                  | 122 km                                         | 2019                                                                              | 1435 mm                | 25 kV, 50 Hz | ETCS Level 2, ASFA      |                                |
| In Betrieb            | Zamora–Pedralba                          | 300 km/h                  | 112 km                                         | 2020                                                                              | 1435 mm                | 25 kV, 50 Hz | ETCS Level 2            |                                |
| In Betrieb            | Pedralba–Ourense                         | 350 km/h                  | 128 km                                         | 2021                                                                              | 1435 mm                | 25 kV, 50 Hz | ETCS Level 2            |                                |
| In Betrieb            | Monforte del Cid–Murcia                  | 220 km/h                  | 65 km                                          | 2022                                                                              | 1435 mm                | 25 kV, 50 Hz | ETCS Level 2            |                                |
| Eingleisig in Betrieb | Venta de Baños–Burgos                    | 350 km/h                  | 86,5 km                                        | 2022                                                                              | 1435 mm                | 25 kV 50 Hz  | ETCS Level 2, ASFA      |                                |
| In Betrieb            | Variante de Pajares                      | 250 km/h                  | 49,7 km                                        | 2023                                                                              | 1435 mm 1668 mm        | 25 kV, 50 Hz | ETCS Level 2            |                                |
| Eingleisig in Betrieb | Plasencia–Badajoz(–Portugal)             | 300 km/h                  | 164,6 km                                       | 2023 (ohne LAV-Bahnhöfe und Ortsumfahrungen)                                      | 1668 mm                | 25 kV, 50 Hz | ETCS Level 2            |                                |

### Vereinigtes Königreich
| Status            | Schnellfahrstrecke                                             | Höchstgeschwindigkeit | Länge  | Inbetriebnahme                  | Stromsystem                             | Zugbeeinflussung     | Nutzung durch                               |
| ----------------- | -------------------------------------------------------------- | --------------------- | ------ | ------------------------------- | --------------------------------------- | -------------------- | ------------------------------------------- |
| Neubau in Betrieb | High Speed 1 (Sektion 1), Eurotunnel–Fawkham Junction          | 300 km/h              | 69 km  | 2003                            | 25 kV, 50 Hz                            | TVM430               | Eurostar TMST, Eurostar e320, Class 395     |
| Neubau in Betrieb | High Speed 1 (Sektion 2), Fawkham Junction–London              | 300 km/h              | 39 km  | 2007                            | 25 kV, 50 Hz                            | TVM430               | Eurostar TMST, Eurostar e320, Class 395     |
| In Betrieb        | West Coast Main Line, London–Preston–Edinburgh                 | 200 km/h              | 645 km | 1837 (Bau) 2004–2006 (200 km/h) | 25 kV, 50 Hz                            | AWS                  | Class 390, Class 220/221, Class 397         |
| In Betrieb        | East Coast Main Line, London–Newcastle–Edinburgh               | 200 km/h              | 632 km | 1846 (Bau) 1978 (200 km/h)      | 25 kV, 50 Hz                            | AWS                  | InterCity 225, Class 180, Class 800/801/802 |
| In Betrieb        | Great Western Main Line, South Wales Main Line, London–Bristol | 200 km/h              | 190 km | 1839 (Bau) 1976 (200 km/h)      | 25 kV, 50 Hz                            | ETCS Level 2, GW ATP | Class 220/221, Class 800/802                |
| In Betrieb        | Cross-Country Route, Birmingham–Derby                          | 200 km/h              | 57 km  | 1842 (Bau) ≈1995 (200 km/h)     | Diesel                                  |                      | Class 220/221, InterCity 125                |
| In Betrieb        | Midland Main Line, London–Nottingham                           | 200 km/h              | 174 km | 1868 (Bau) 2013 (200 km/h)      | Diesel, 25 kV, 50 Hz (London–Kettering) |                      | Class 222, InterCity 125, Class 180         |

## Nordamerika

### Vereinigte Staaten
| Status            | Schnellfahrstrecke                              | Höchstgeschwindigkeit     | Länge  | Inbetriebnahme | Stromsystem  | Zugbeeinflussung     | Nutzung durch |
| ----------------- | ----------------------------------------------- | ------------------------- | ------ | -------------- | ------------ | -------------------- | ------------- |
| Ausbau in Betrieb | Washington–New York–Boston (Northeast Corridor) | Bis zu 241 km/h (150 mph) | 734 km | 2000           | 25 kV, 60 Hz | ACSES und Pulse-Code | Acela Express |